# Vierge à l'Enfant
Pour les articles homonymes, voir Madone.

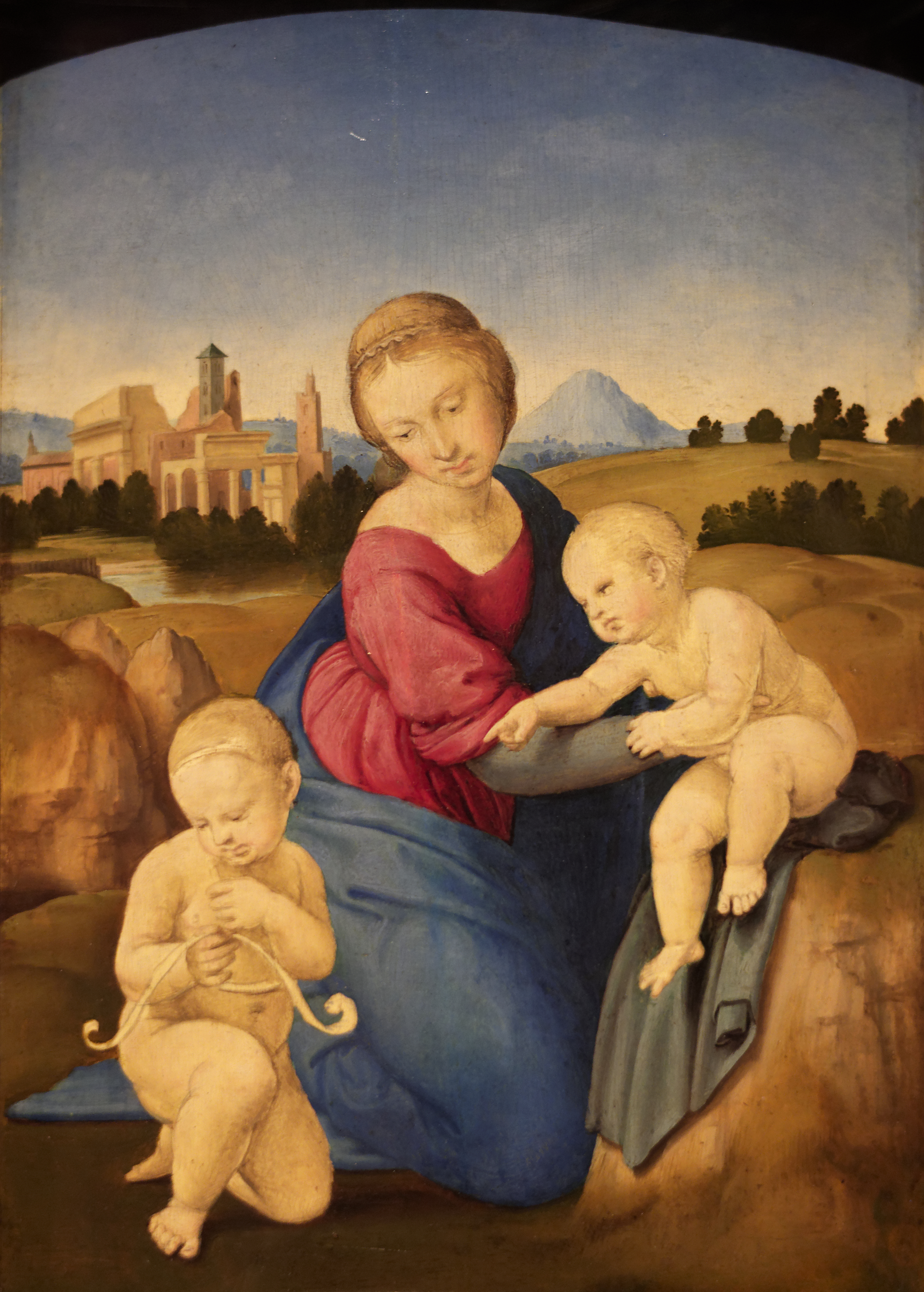
La Madone Esterházy de Raphaël (vers 1508) est à la fois une représentation de la Vierge à l'Enfant et une Vierge de l'humilité.

La Vierge à l'Enfant, ou Madone, est un thème récurrent en peinture et en sculpture religieuses, renvoyant à la Nativité du Christ et à la maternité de la Vierge Marie. Il s'agit d'un thème iconographique permettant d'évoquer la double nature du Christ, humaine et divine.

## Aperçu historique
Paradoxalement, alors que l'enfance de Jésus est presque totalement éludée par les évangélistes canoniques, le sujet de la Vierge à l'enfant est le thème le plus représenté de tout l'art chrétien devant la crucifixion, alors qu'il ne fait référence à aucun texte biblique, mais est probablement le fruit d'une réutilisation d'un thème archaïque (déjà présent dans la figure de la déesse égyptienne Isis allaitant Harpocrate, l'Horus enfant). On trouve, ainsi, de nombreuses représentations de la « femme à l'enfant » (allaitante ou pas) dans la plupart des cultures du monde, y compris dans l'Europe pré-chrétienne.
Dans les premiers temps du christianisme, l'art européen privilégie la Vierge représentée dans l'Adoration des mages. En peinture et sculpture romane, les Vierges les plus fréquemment représentées, du XIe au XIIIe siècle, sont des « Vierge à l’Enfant » assises sur un trône et tenant un Jésus adulte en miniature sur ses genoux. Elles sont appelées sedes sapientiae, « Siège de la Sagesse » ou « Trône de la Sagesse ». Au XIIIe et XIVe siècles, l'art gothique privilégie la figure centrale de la Vierge au détriment de l'Enfant qui domine de moins en moins dans la composition, tandis que l'art baroque à l'époque de la Contre-Réforme le fait disparaître complètement pour mettre en exergue une Vierge pure.
L'axe des regards entre la mère et son enfant est fréquemment souligné, de même que les signes symboliques des doigts et mains du bébé, également trouvés chez un ensemble de personnages sculptés ou peints dans les églises de la chrétienté.

## Peinture

### Vierge enceinte (Virgo paritura)

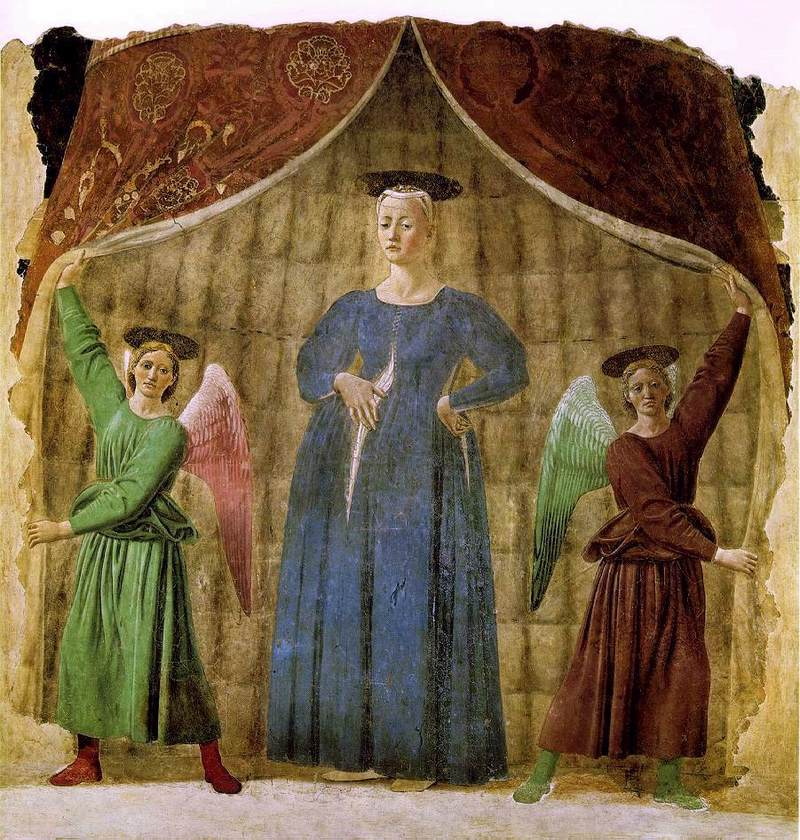
Fresque Madonna del Parto de Piero della Francesca

Sujet moins fréquent mais ayant néanmoins donné de très belles représentations, notamment la Madonna del Parto de Piero della Francesca, fresque détachée, restaurée, et transférée au musée de Monterchi en Toscane (Italie).

### Madone (Vierge à l'enfant)
La Vierge à l'Enfant ou Madone, en français écrit avec un seul n, se différencie de la Madonna en italien, avec deux n, signifiant le personnage seul de la Vierge.
En italien l'expression consacrée est Madonna col Bambino.
Les peintres du Moyen Âge représentent l'enfant Jésus « fréquemment une tête d’adulte (avec le début de calvitie de l’homme fait), parce qu’il est un puer senex, un enfant vieillard, manière imagée de figurer qu’il est bien la Sagesse de Dieu» ». À la fin du Moyen Âge et à la pré-Renaissance, les artistes privilégient un Jésus nu ou très légèrement vêtu, le sexe en général bien apparent, avec un corps d'enfant plus réaliste, les commanditaires des œuvres voulant montrer le mystère de l'Incarnation. Les peintres italiens dessinent un Jésus plus grassouillet que ceux de l’Europe du Nord, à la fois pour des raisons de préférences esthétiques, mais peut-être à cause de l’influence du climat sur la croissance des nourrissons (influence du soleil et de la vitamine D).
Quelques exemples :
- Carlo Crivelli
- Albrecht Dürer
- Sandro Botticelli
- Léonard de Vinci
- Giambattista Pittoni
- Raphaël
- Fra Filippo Lippi
- Cimabue
- Quentin Metsys
- Laurent de La Hyre

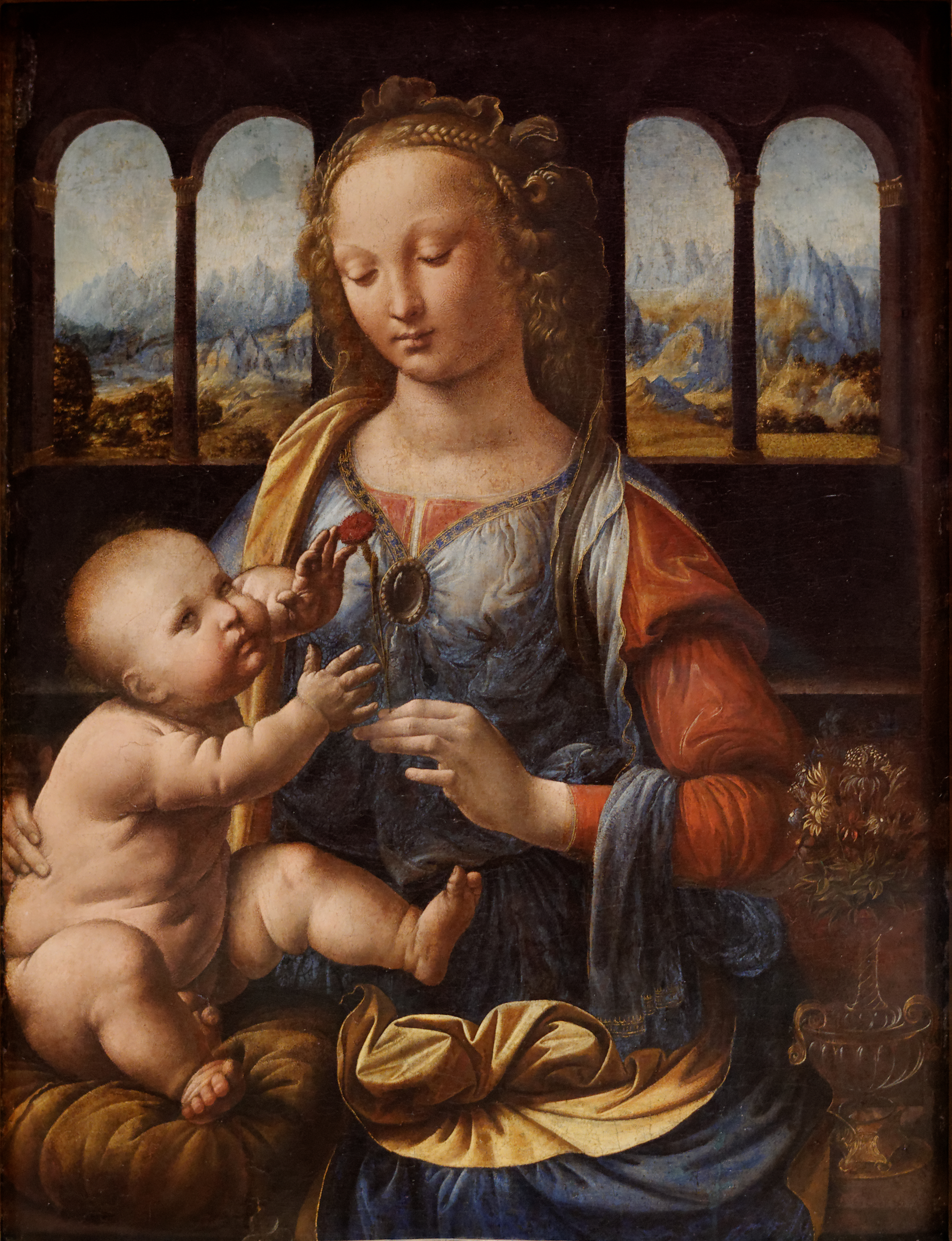
La Madone à l'œillet (1478) musée de Munich (Alte Pinakothek) de Léonard de Vinci
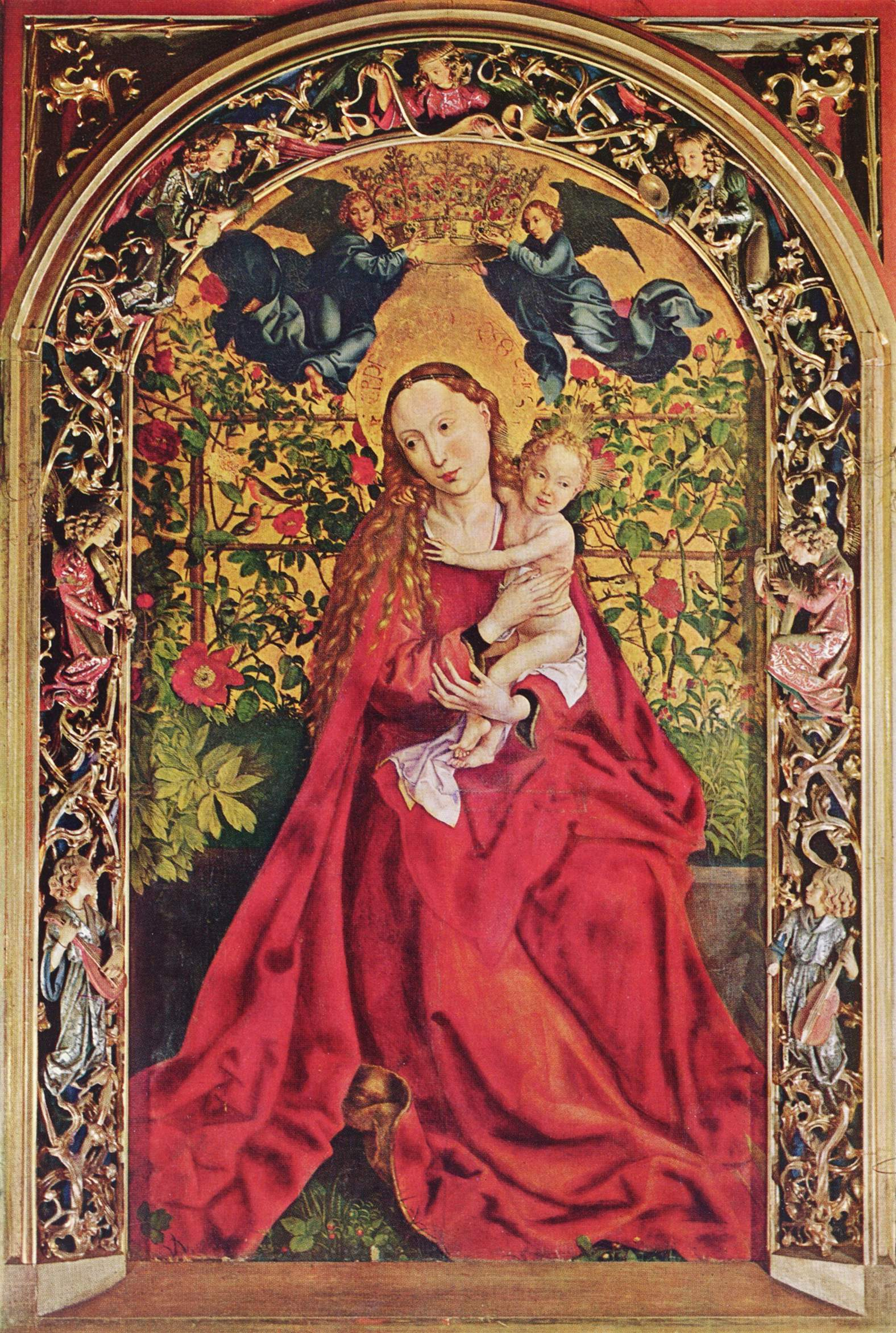
La Vierge à l'Enfant de Martin Schongauer avec une clôture de roses (1473), église des Dominicains de Colmar
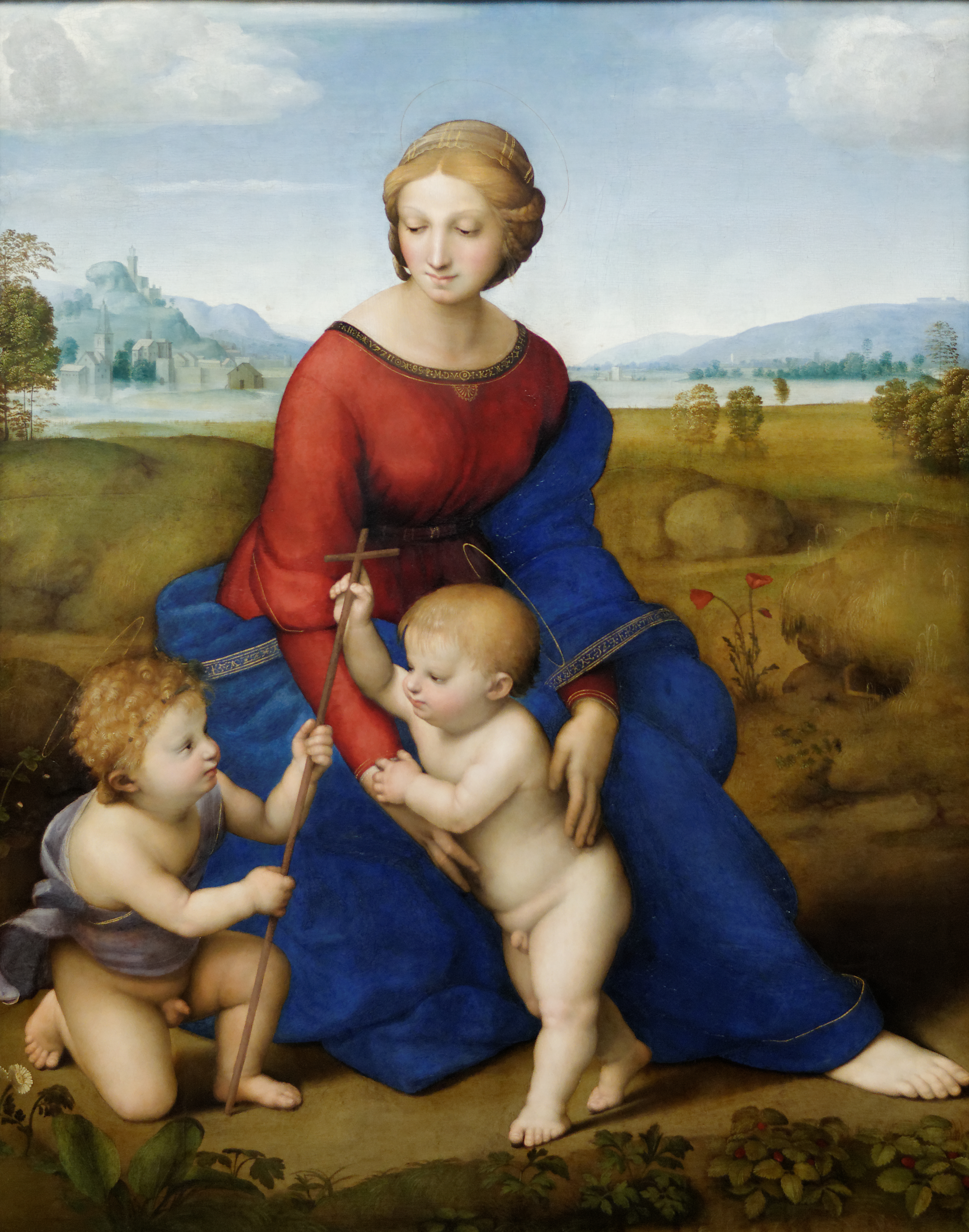
La Madone à la prairie, c 1505-06. Raphael. Kunsthistorisches Museum, Vienne
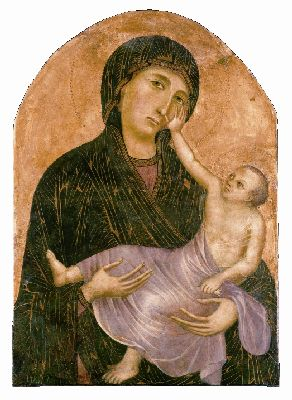
Madonna col Bambino de Cimabue
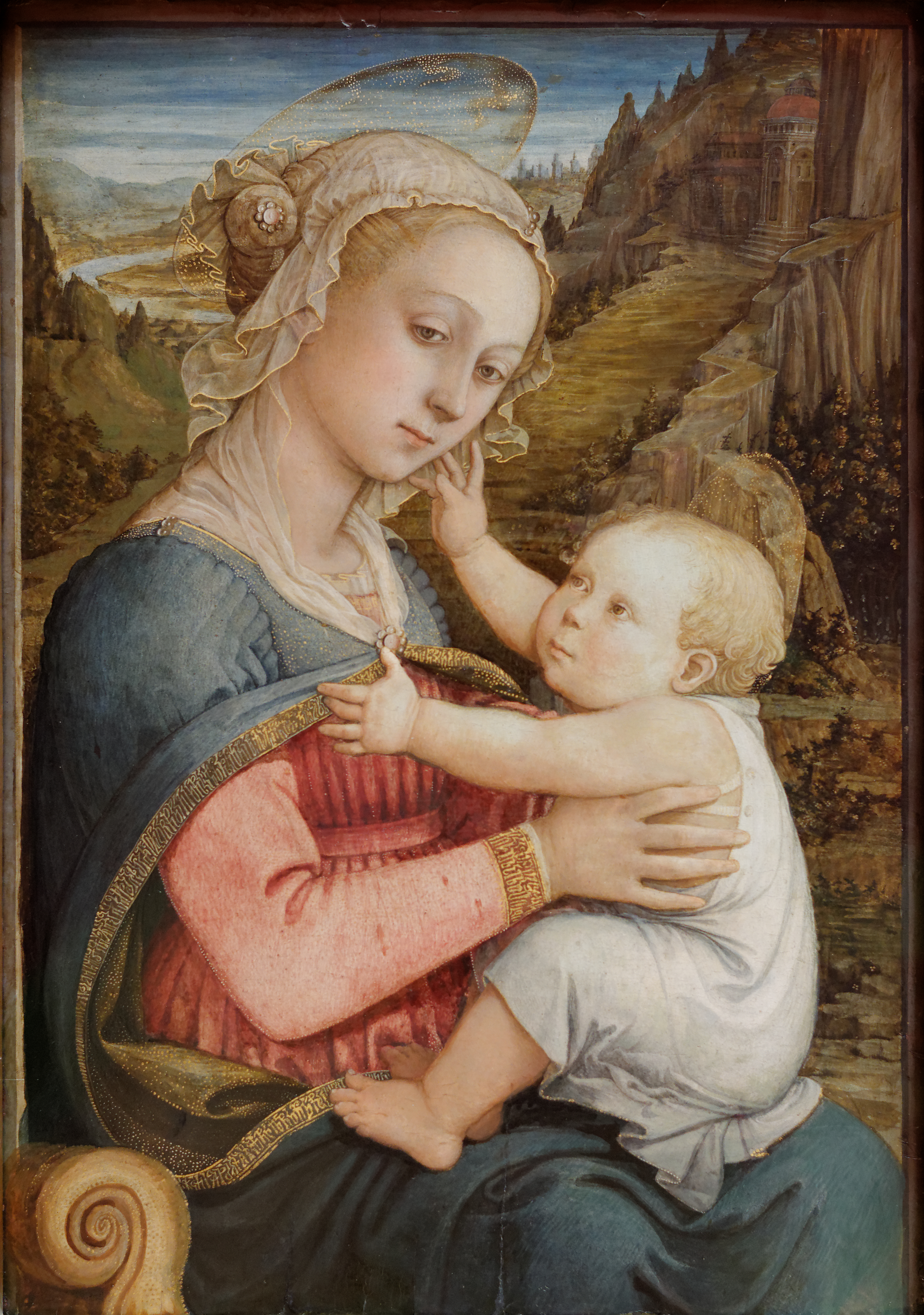
Vierge à l'Enfant de Fra Filippo Lippi avec un Jésus potelé
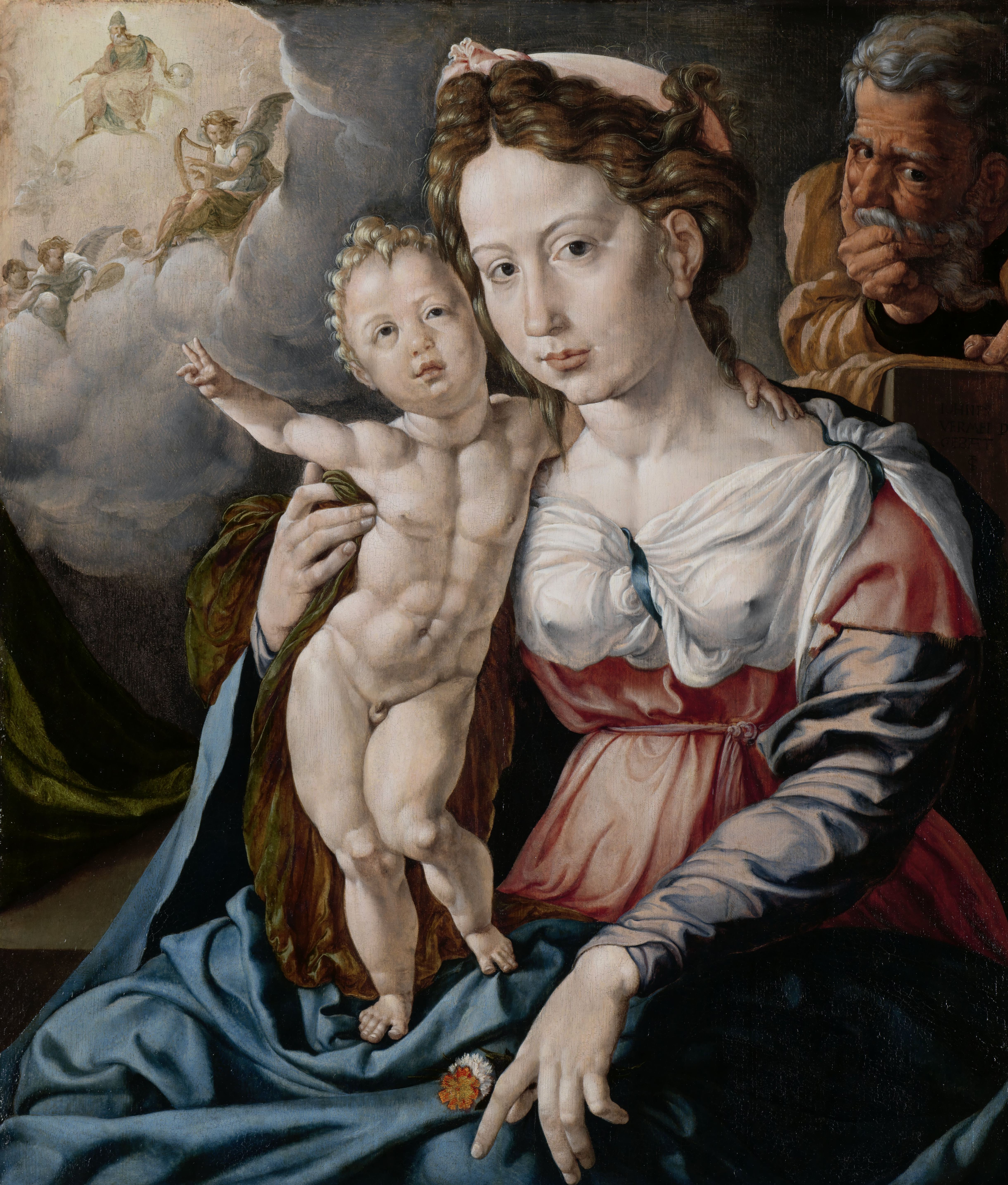
La Sainte Famille de Jan Cornelisz Vermeyen représente un Jésus à la musculature imposante
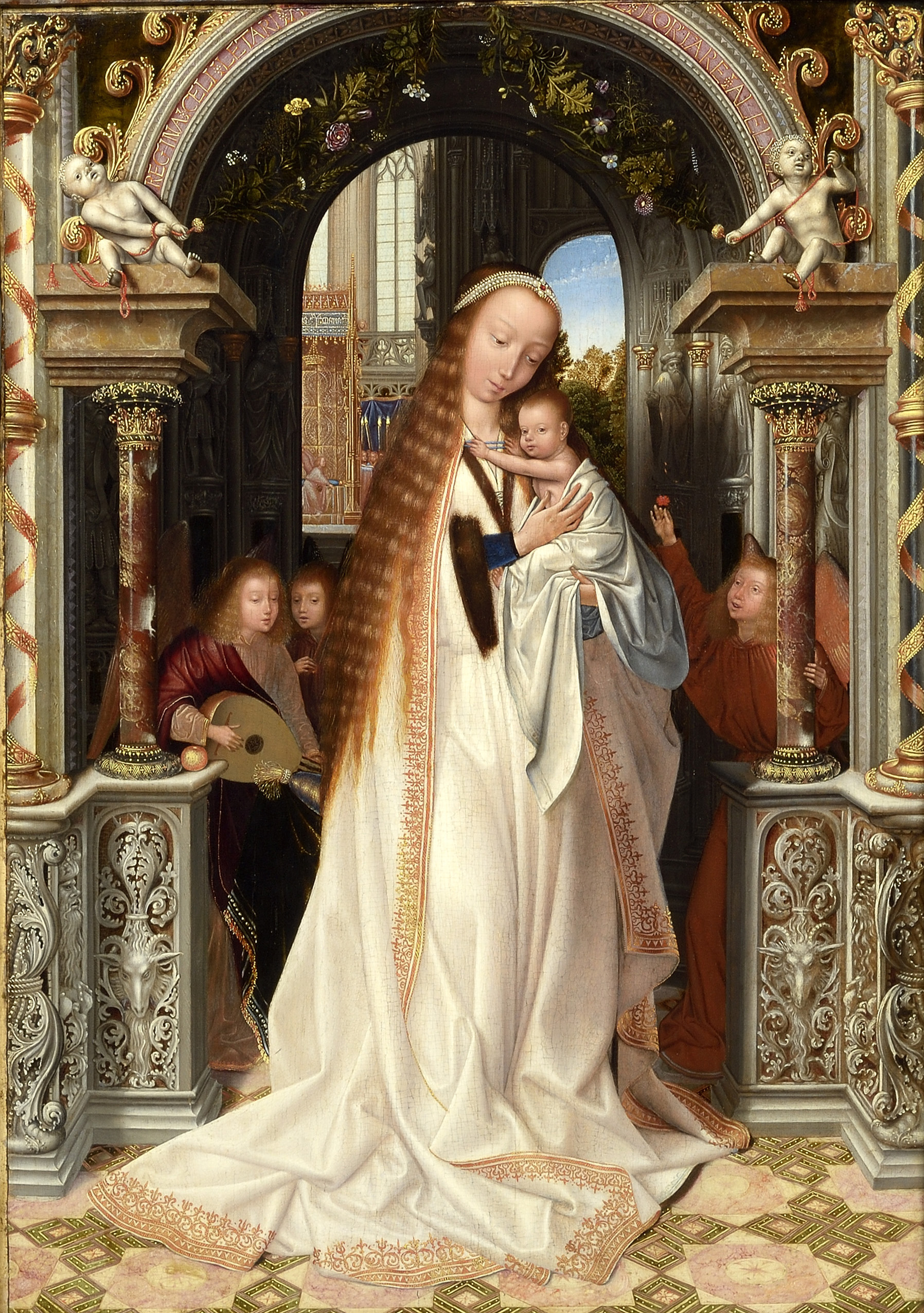
Vierge à l'enfant, vers 1509, de Quentin Metsys, musée des beaux-arts de Lyon
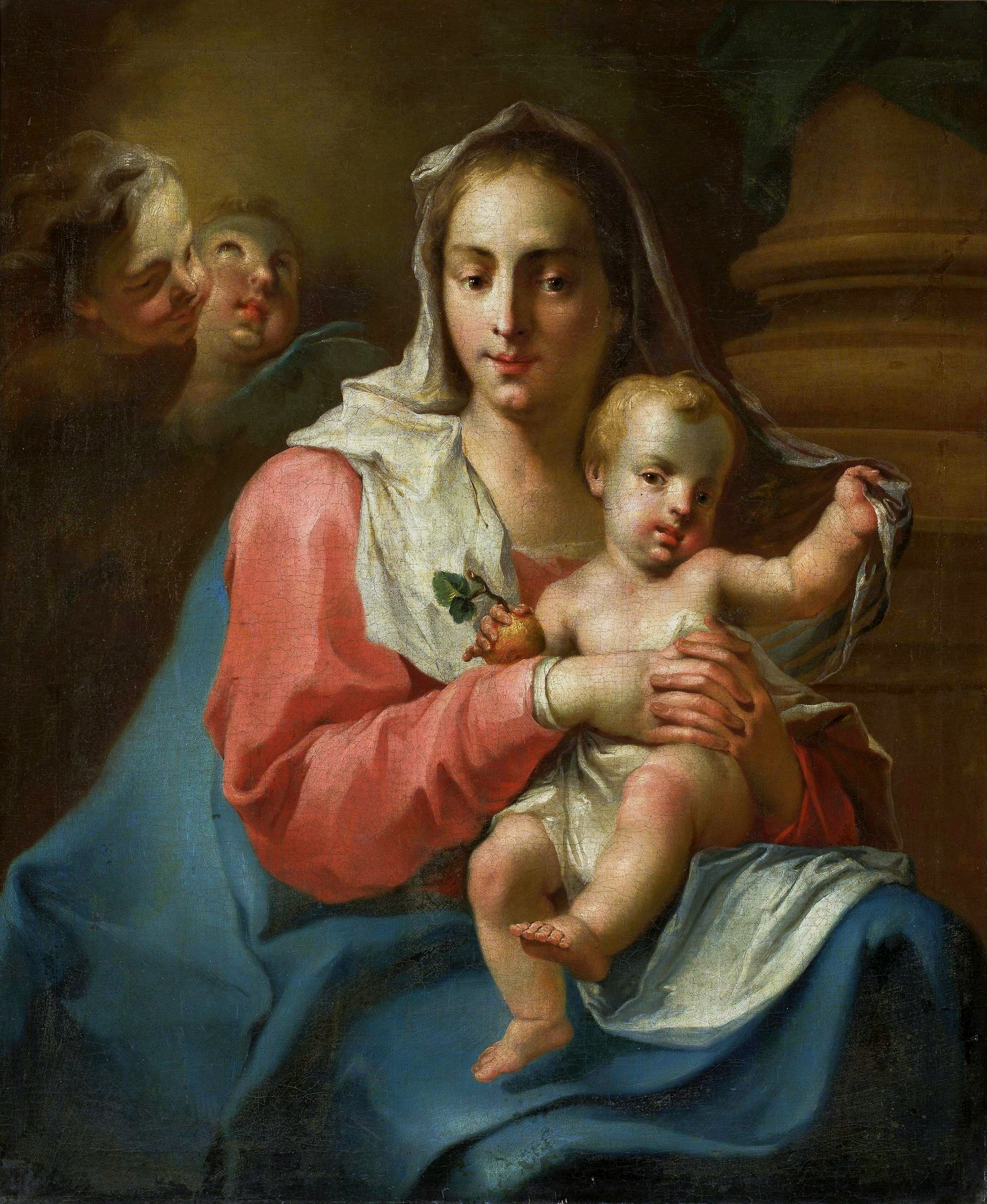
Madonna et l'enfant avec deux anges Musée national de Varsovie de Giambattista Pittoni
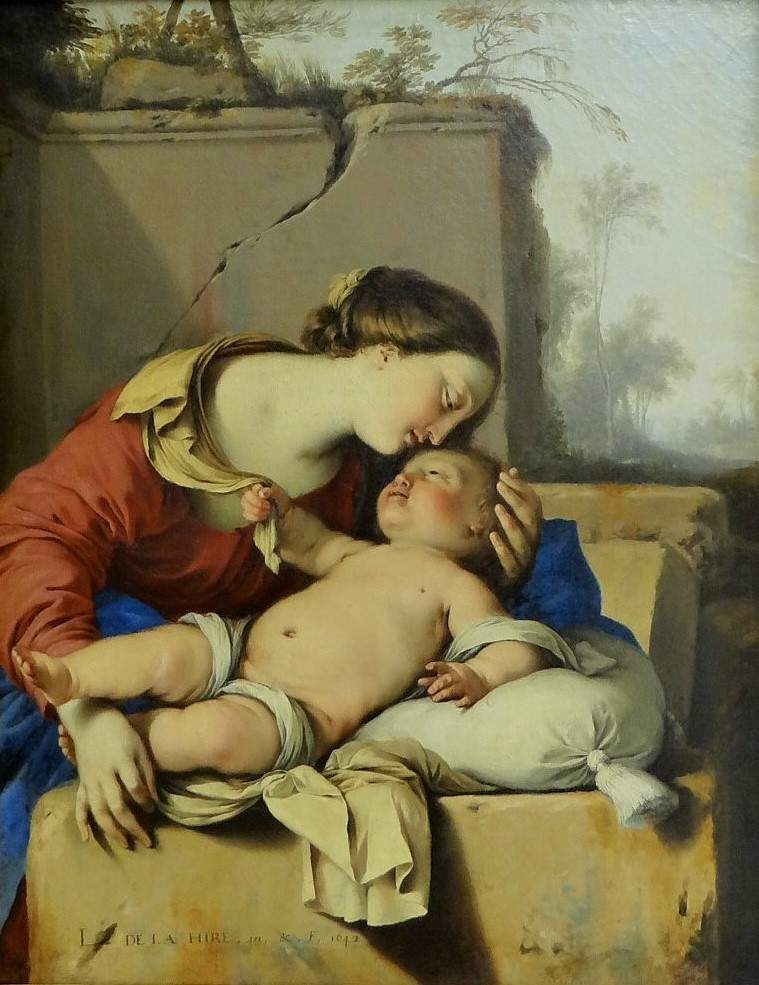
Vierge à l'enfant, 1642, de Laurent de La Hyre, musée du Louvre

#### La Madone byzantine
La Madone byzantine, dite Hodigitria, est une Vierge au trône, soutenant l’Enfant sur le bras gauche, la main droite ramenée devant le buste :
- Guido da Siena

#### La Madone allaitant
La Madone allaitant ou Madonna del Latte, et en latin Maria lactans et en grec Galaktotrophousa   : 
- Madone Litta de Giovanni Antonio Boltraffio
- Ambrogio Lorenzetti

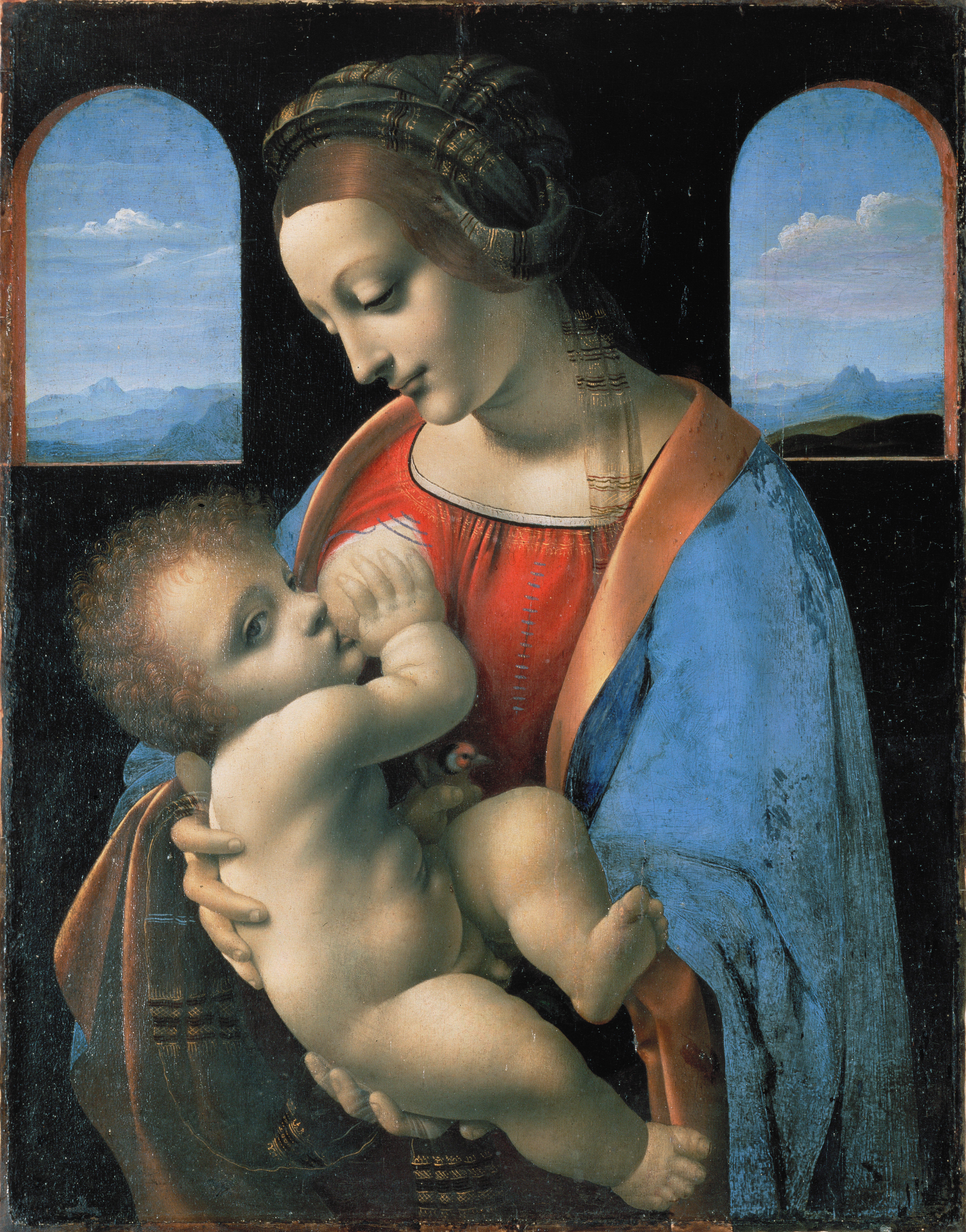
Vierge allaitant (Madonna litta) de Giovanni Antonio Boltraffio
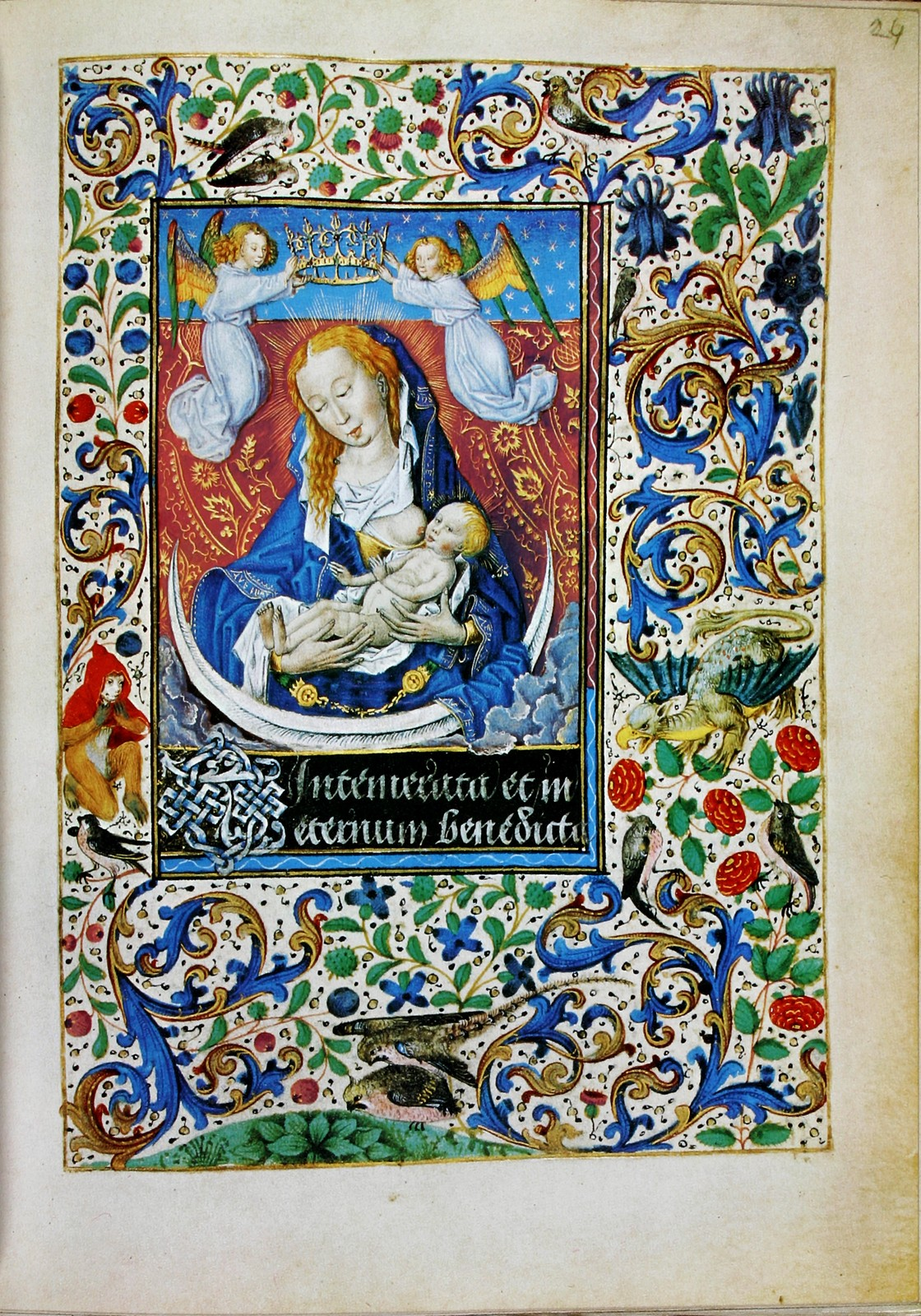
Virgo lactans couronnée du livre d'heures de Marie de Bourgogne (1477)
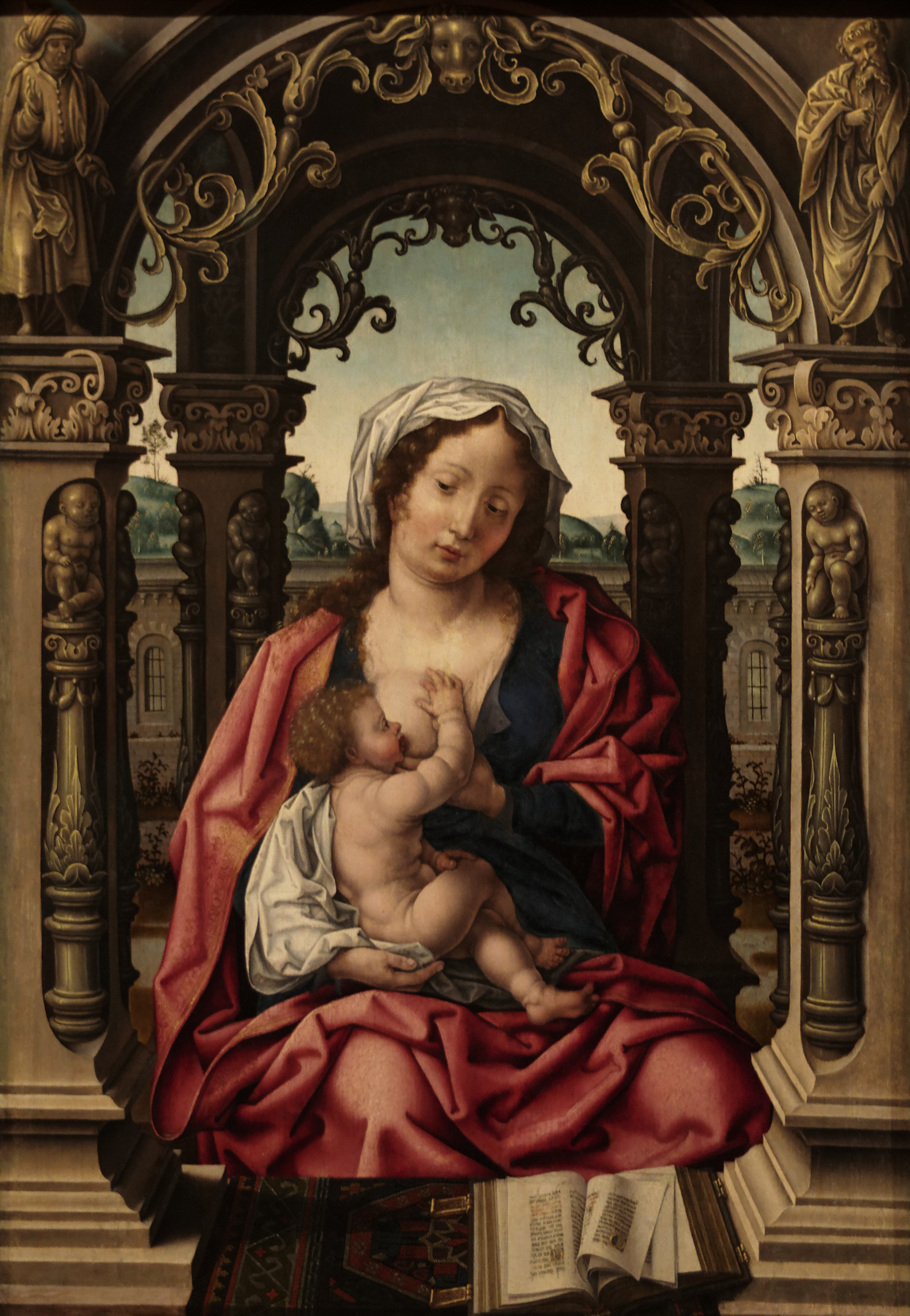
Jan Gossaert, ca 1508-10. Musée Calouste-Gulbenkian
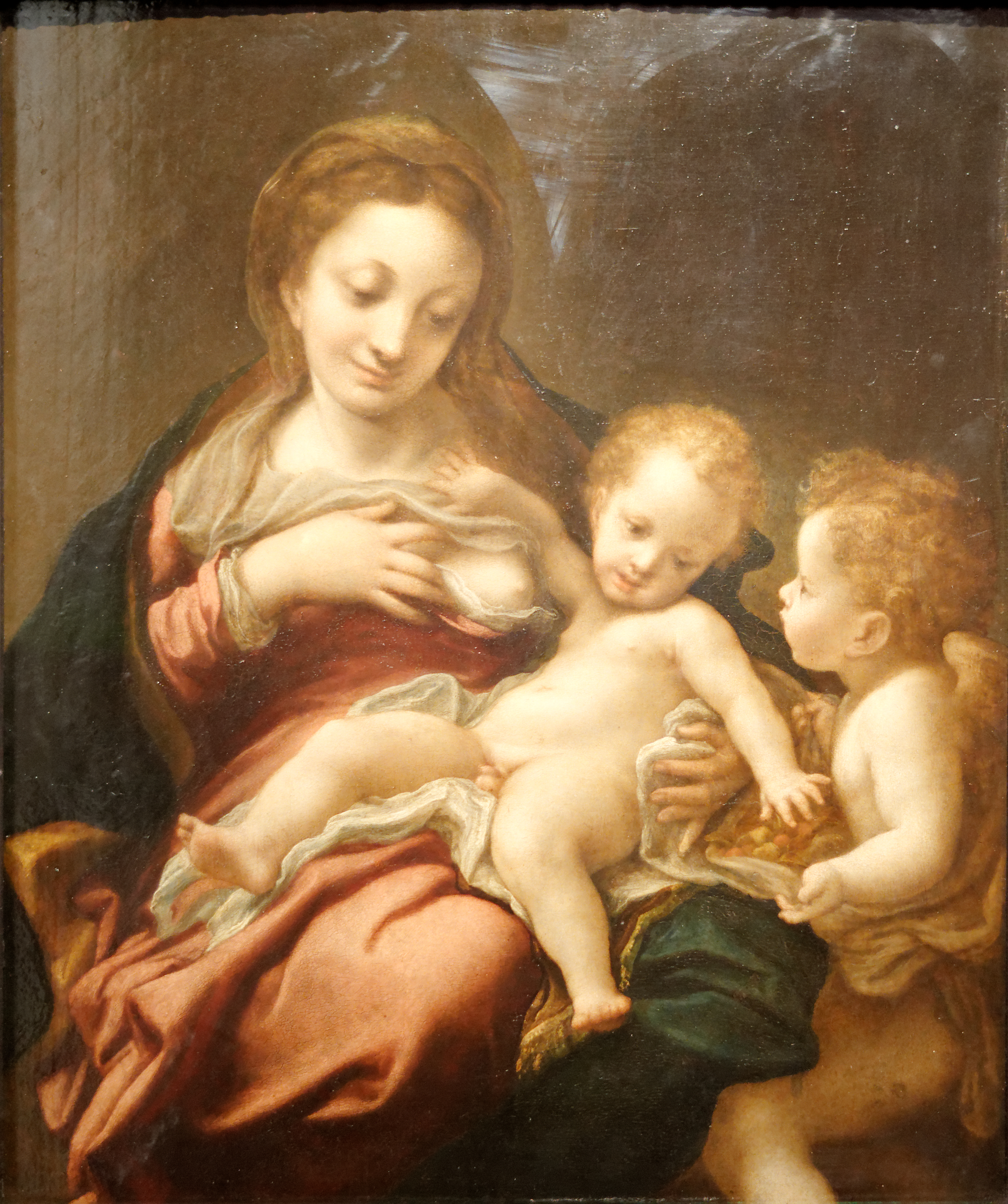
La Madone allaitant. Le Corrège, Musée des beaux-arts de Budapest
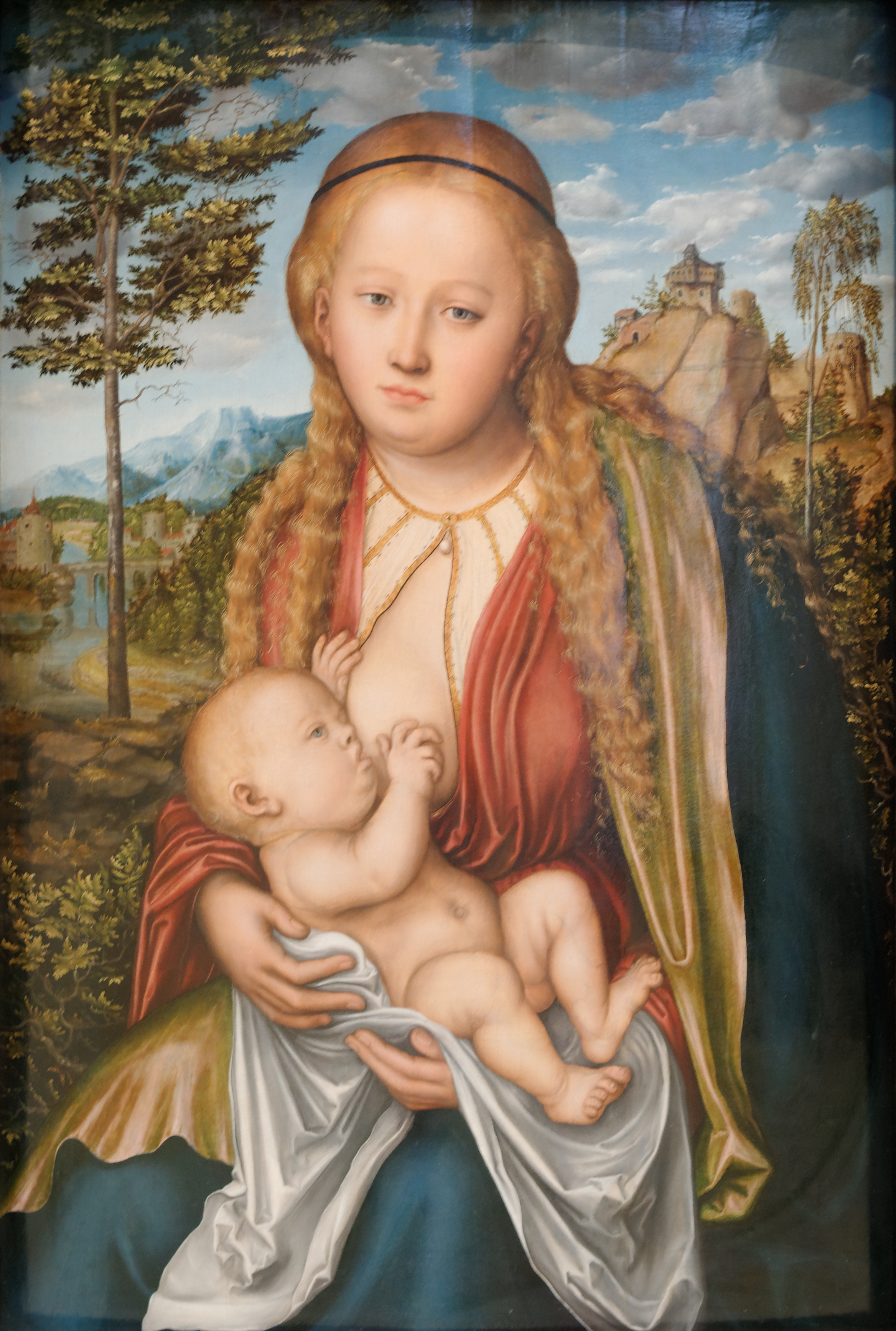
Vierge allaitant l'Enfant, Lucas Cranach l'Ancien

#### La Madone lisant
La Madone lisant (en italien : Madonna leggente).
La Vierge tient un livre ouvert devant elle, qu'elle lit ostensiblement, parfois même avec l'Enfant.
- Nombreuses Madone lisant chez Raphaël
  - Madone Solly
  - Madone Connestabile

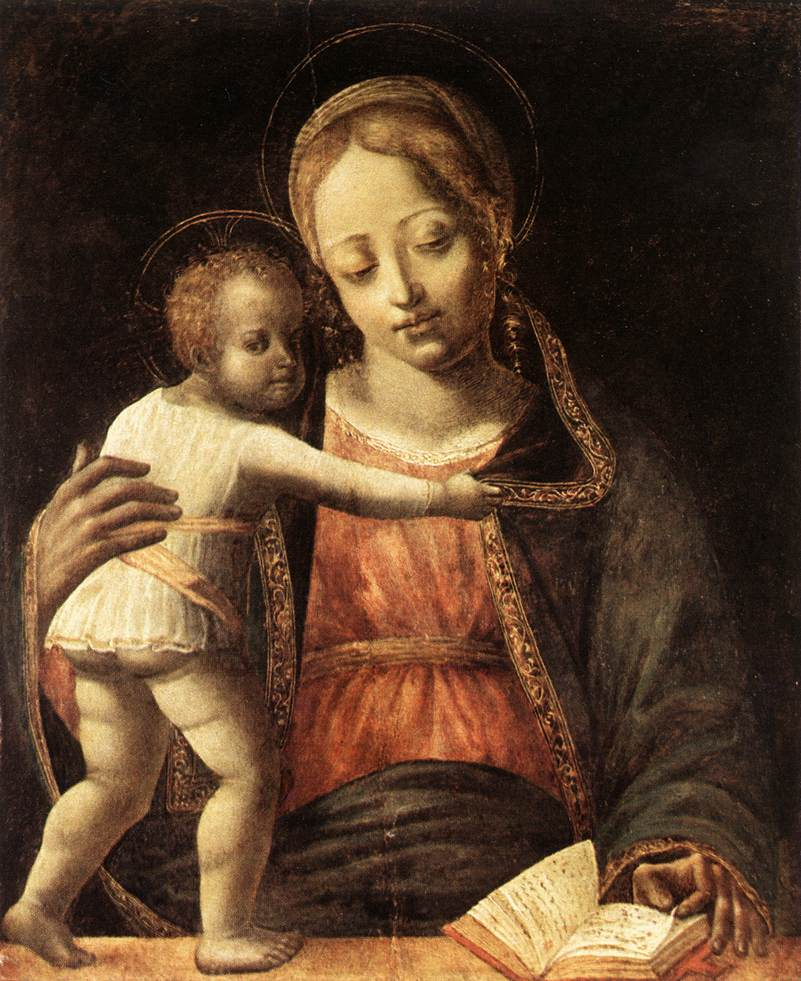
La Madone lisant de Bernardino Butinone (1490)
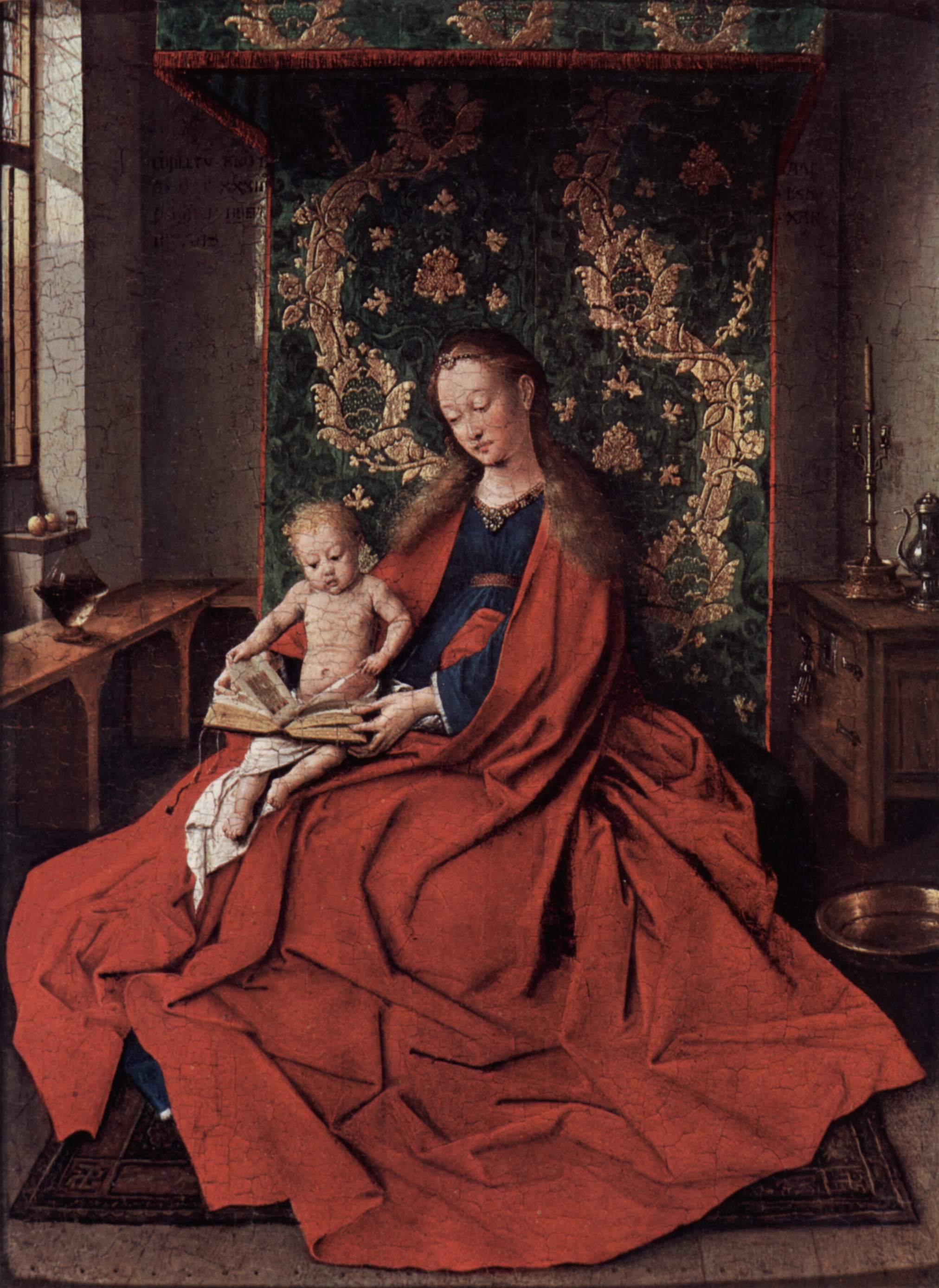
Vierge à l'Enfant lisant, National Gallery of Victoria, Flandres, XVe siècle
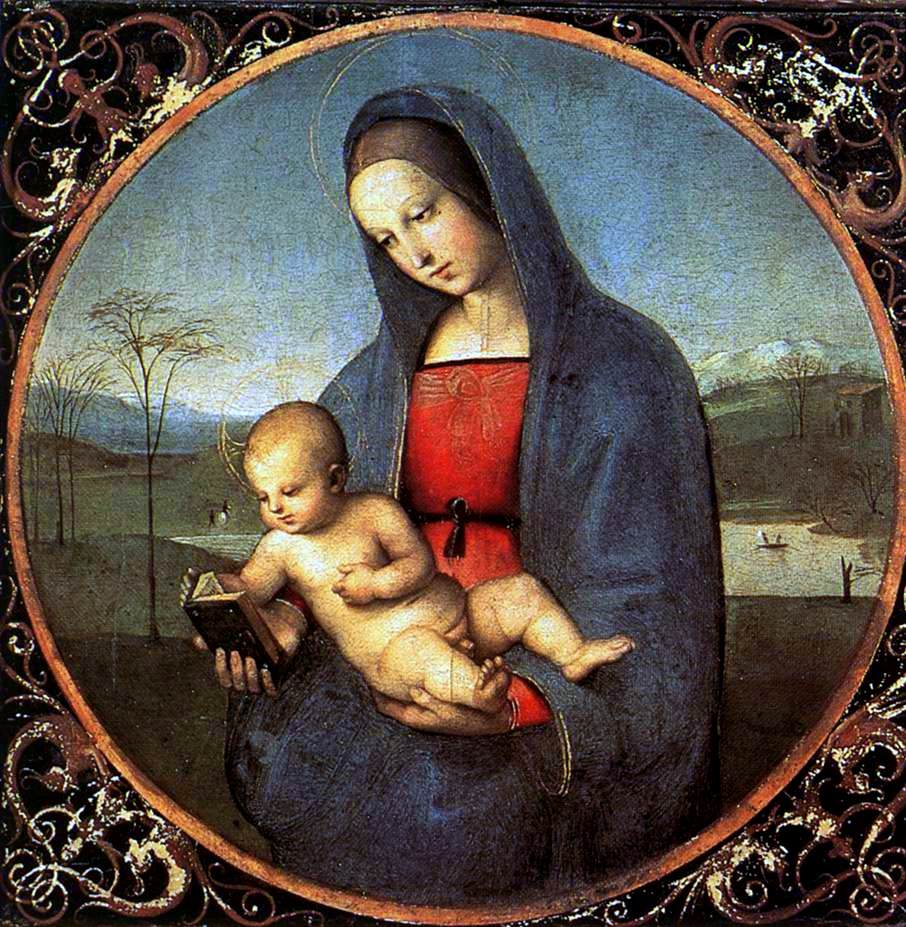
La Madone Connestabile, Raphaël (1504)

### Vierge et l'Enfant, au centre du tableau, entourés

#### Sainte Famille

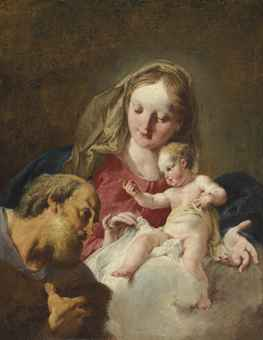
La Sainte famille, Giambattista Pittoni, XVIIIe siècle

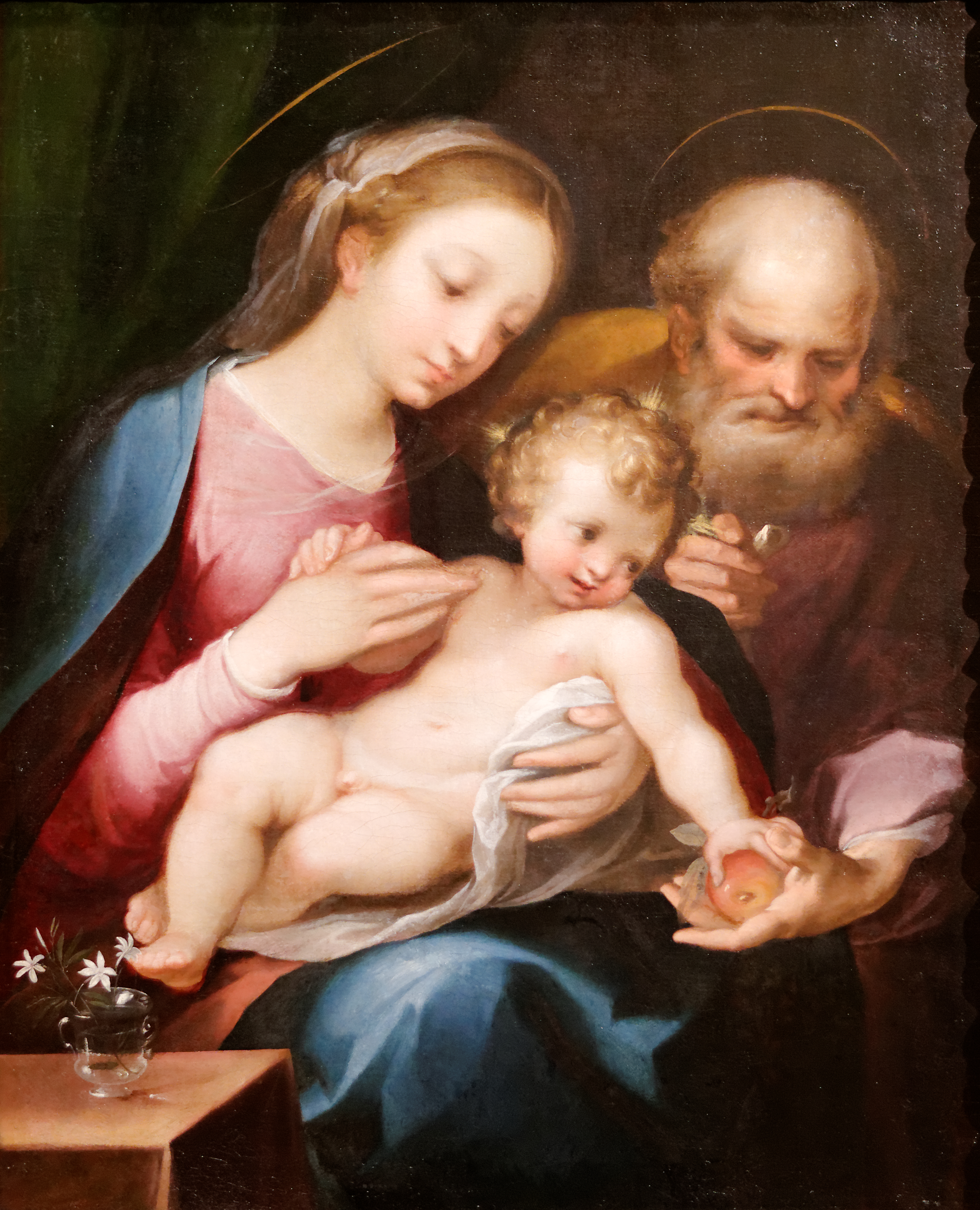
La Sainte famille, Francesco Vanni

Parfois, l'Enfant Jésus n'est pas seul avec sa mère Marie, mais accompagné de sainte Anne, mère de Marie, ou d'un saint, lui aussi enfant. La mythographie christique veut que ce soit saint Jean-Baptiste, avec sa peau de mouton (ou un agneau du sacrifice le symbolisant). Cette représentation rappelle qu'ils se connaissent de prime jeunesse puisque sainte Élisabeth, sa mère, est une cousine de Marie. On peut voir présents également d'autres personnages de la Sainte Famille.

#### Conversation sacrée
Le thème de la Conversation sacrée (ou Sainte Conversation)  comporte, en plus de la Vierge à l'Enfant (trônant au centre) et outre quelques  personnages de la Sainte Famille, la présence de saints et du donateur ou commanditaire du tableau souvent dans un groupe parlant entre eux.

La Vierge, l'Enfant Jésus et sainte Anne (1508) Musée du Louvre Léonard de Vinci
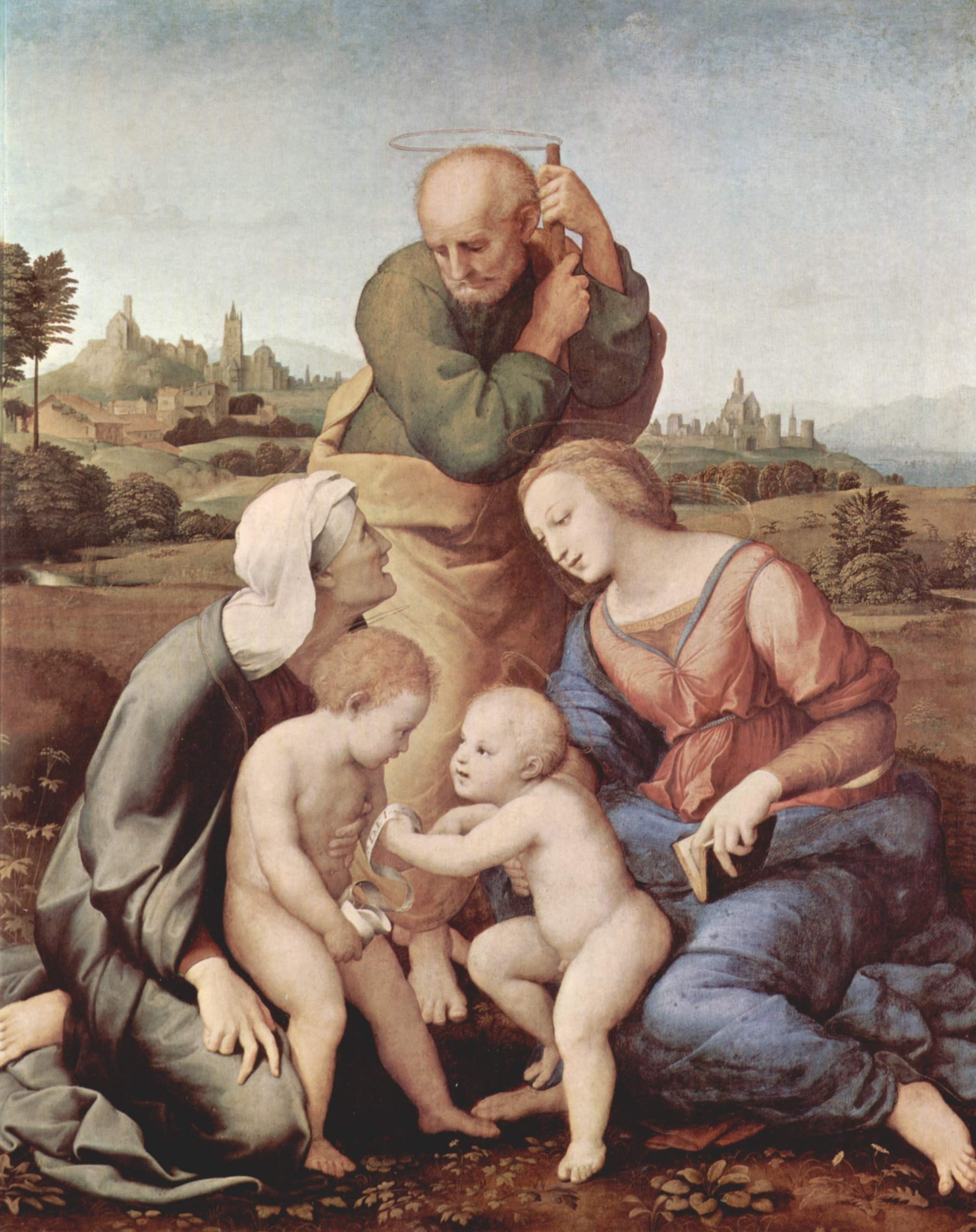
La Sainte Famille (1507) Raphaël
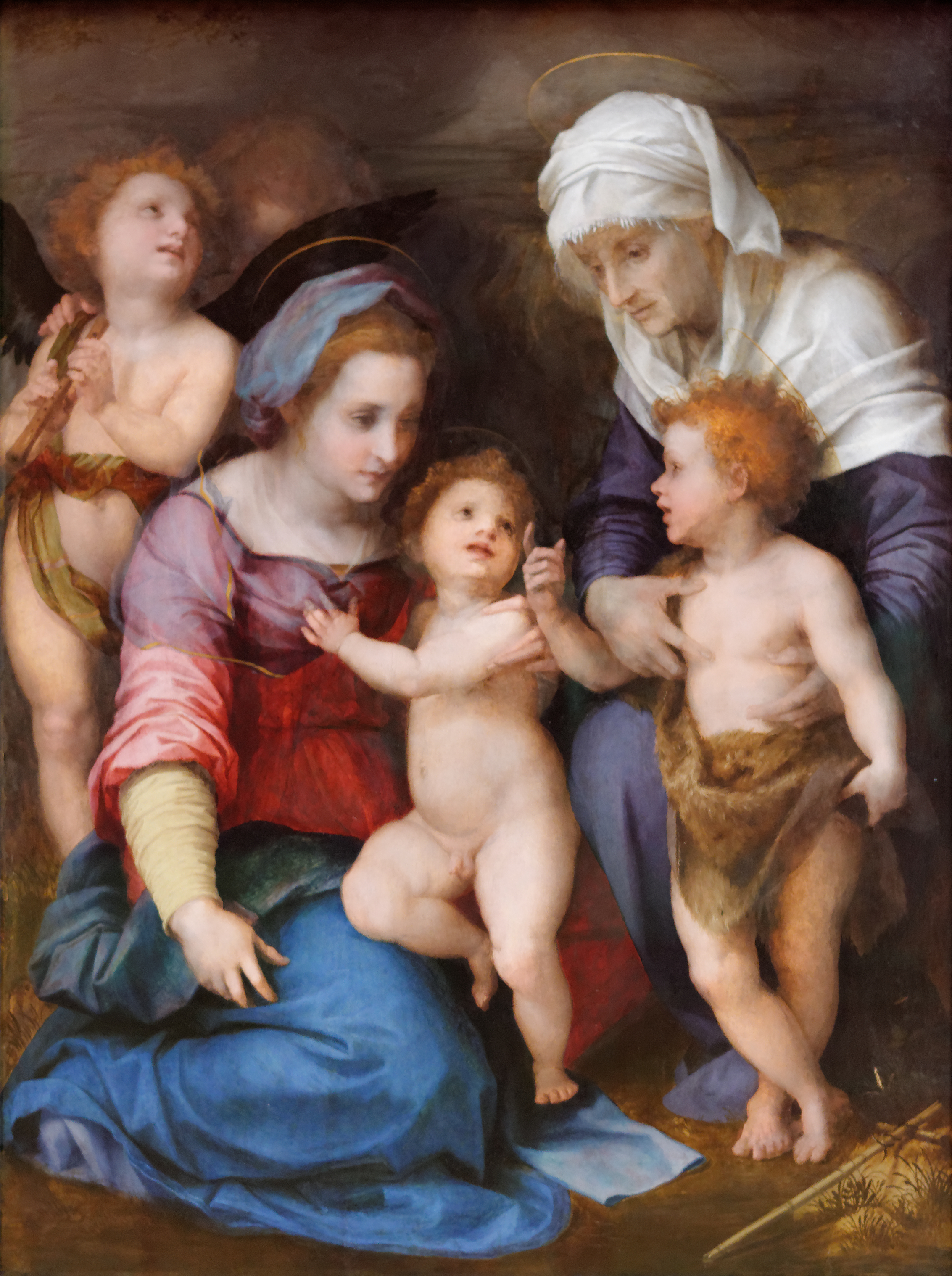
Vierge à l'Enfant avec Sainte Élisabeth , Jean le Baptiste enfant et un ange. Andrea del Sarto

### Vierge trônant

Vierge à l'Enfant trônant de Carlo Crivelli
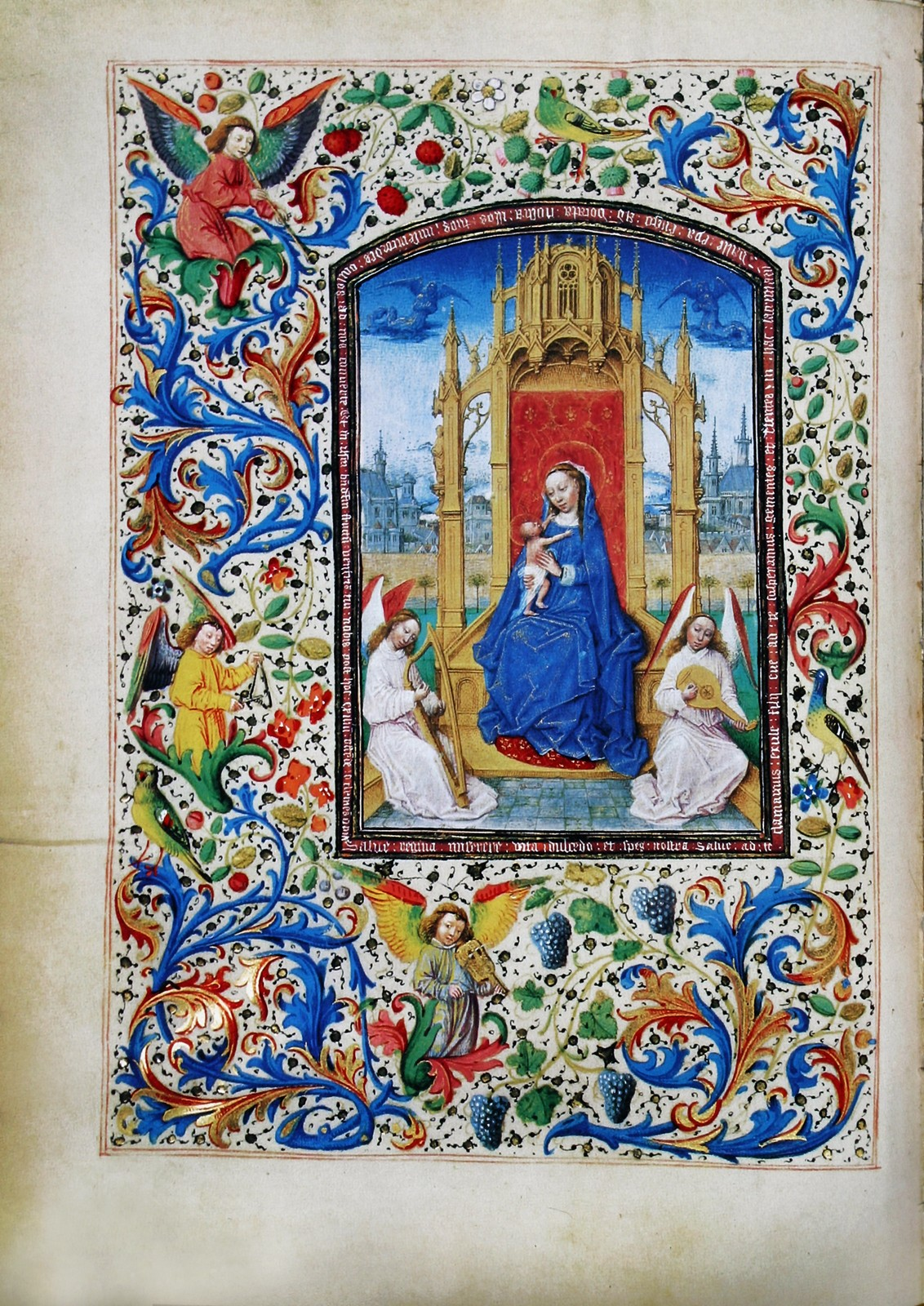
Vierge à l'Enfant trônant avec deux anges musiciens (livre d'heures de Marie de Bourgogne, 1477)
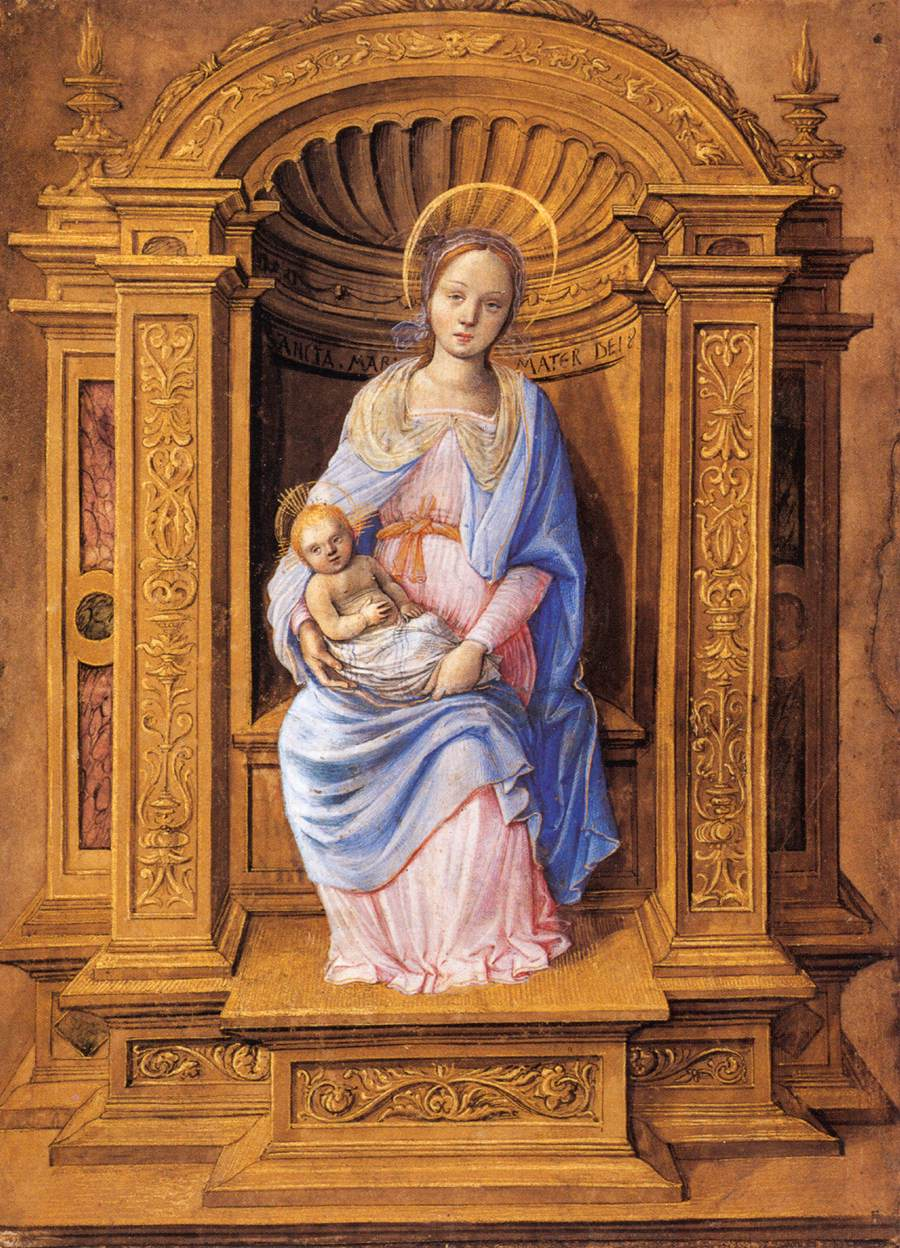
Vierge à l'Enfant de Jean Poyer (Musée du Louvre) XVe siècle
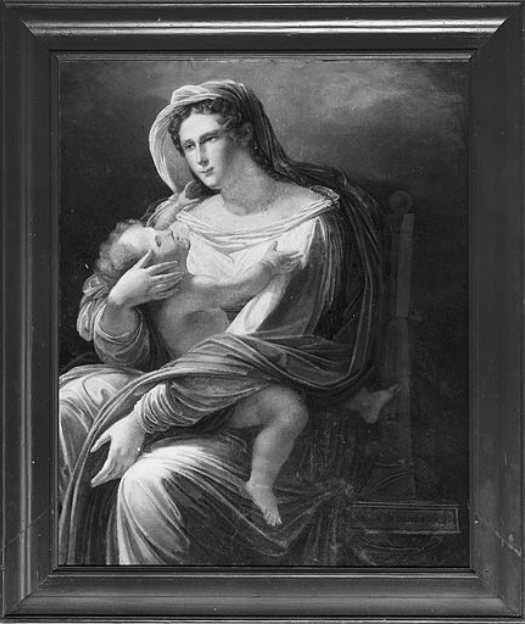
Vierge à l'Enfant de Simone Vaulchier du Deschaux. Premier quart du XIXe siècle.

### Vierge entourée d'anges

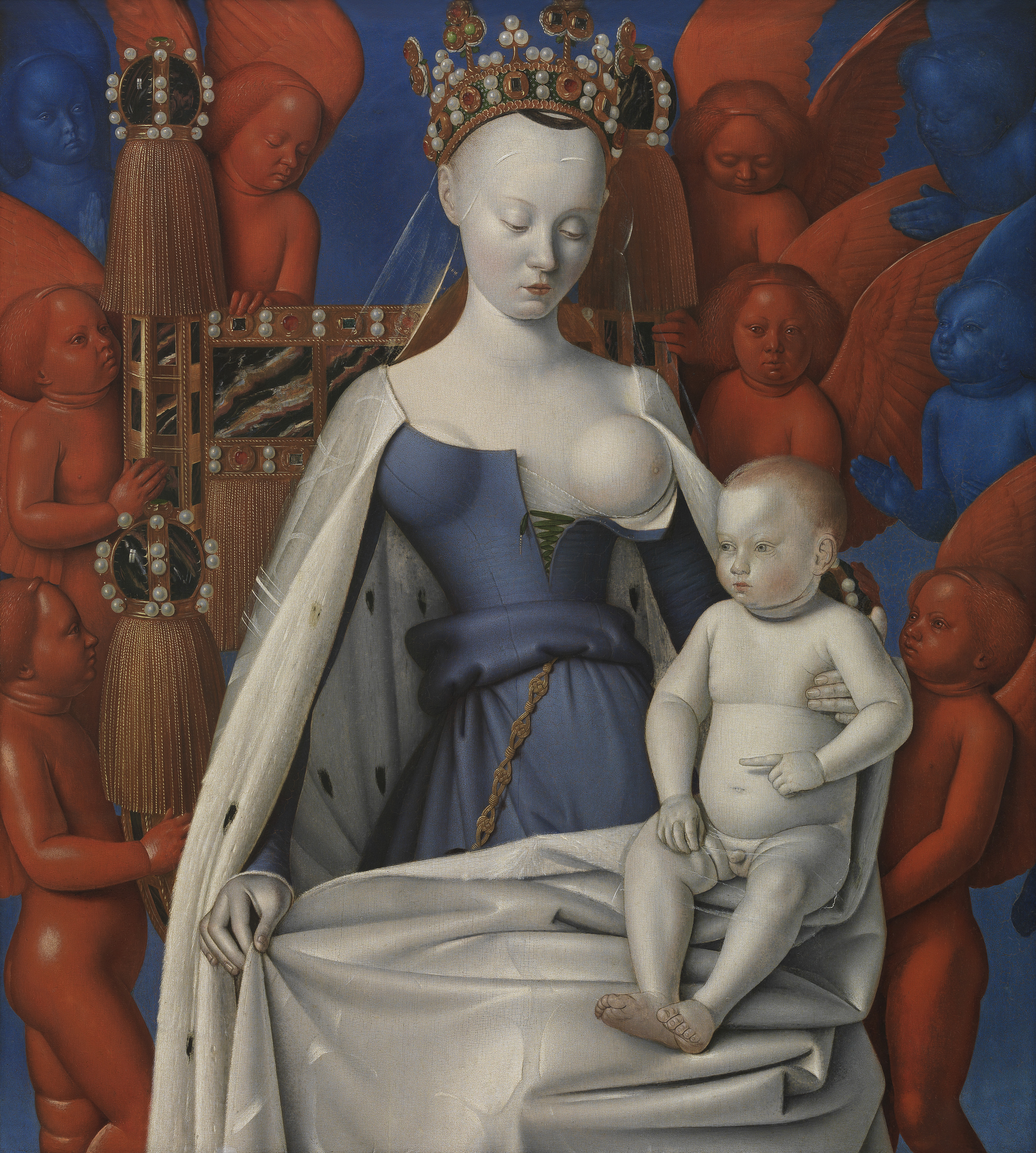
La Vierge et l'Enfant entourés d'anges, Diptyque de Melun (1450) de Jean Fouquet
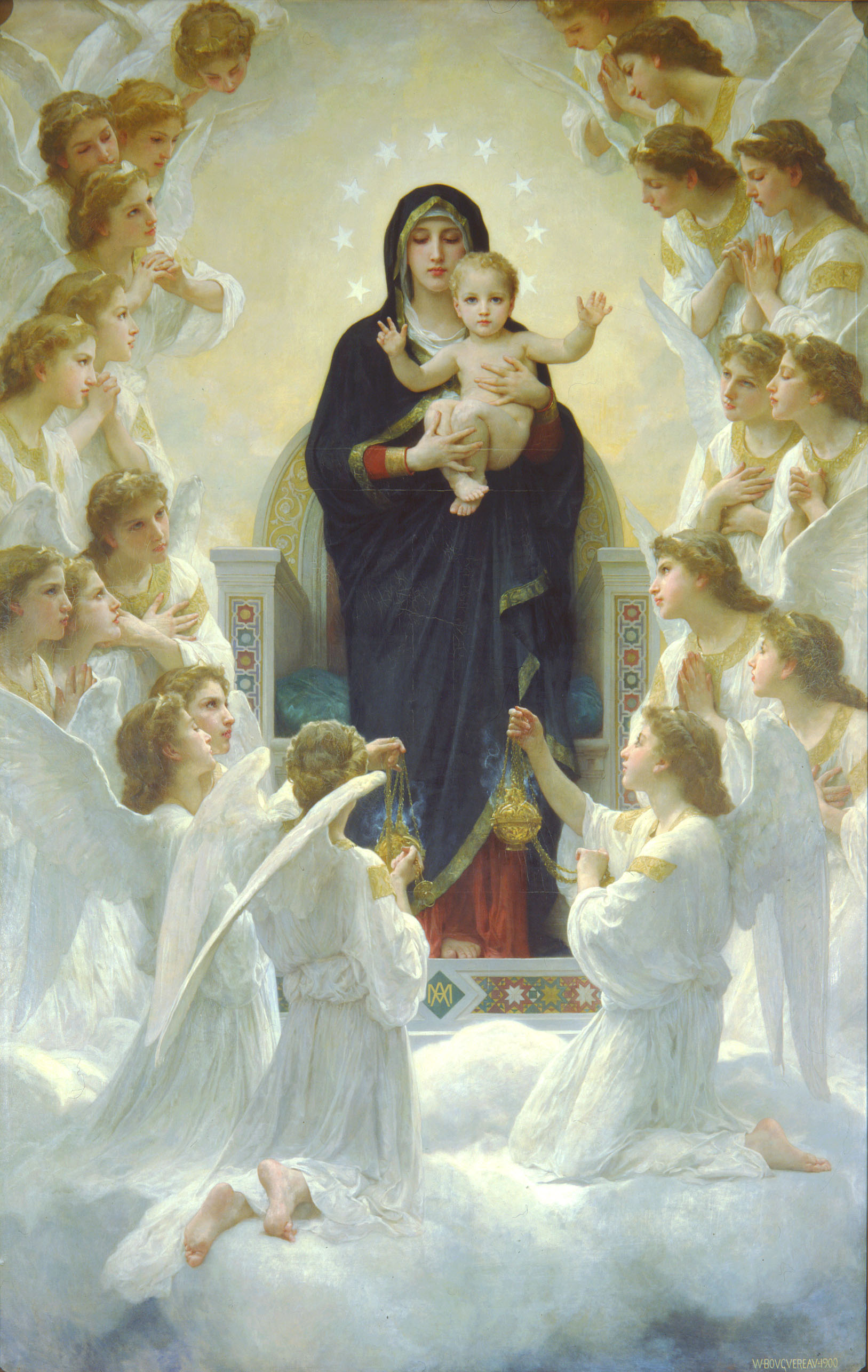
La Vierge aux anges (1900) de William Bouguereau

### Vierge de l'humilité
Il s'agit d'une représentation sans trône, la Vierge assise sur le sol, portant l'Enfant nu.

### Vierge à l'Enfant accompagnée d'un objet particulier
Un certain objet majeur (outre un quelconque attribut vestimentaire traditionnel), présent dans le décor du tableau, peut en soutenir le titre dans un but descriptif, mais aussi  révélant parfois le commanditaire :
- Chez Michel-Ange : Vierge à l'escalier
- Chez Raphaël :
  - Madone de la chaise, pour le style désignant le pape Léon X, commanditaire du tableau
  - Madone aux œillets
- Les différentes Madones au livre (Madonna leggente) renvoient, elles, à l'iconographie chrétienne de la Vierge issue d'une famille lettrée.
- Liste d'œuvres, chez Raphaël, la       Madonna del Cardellino
- et  autres peintres

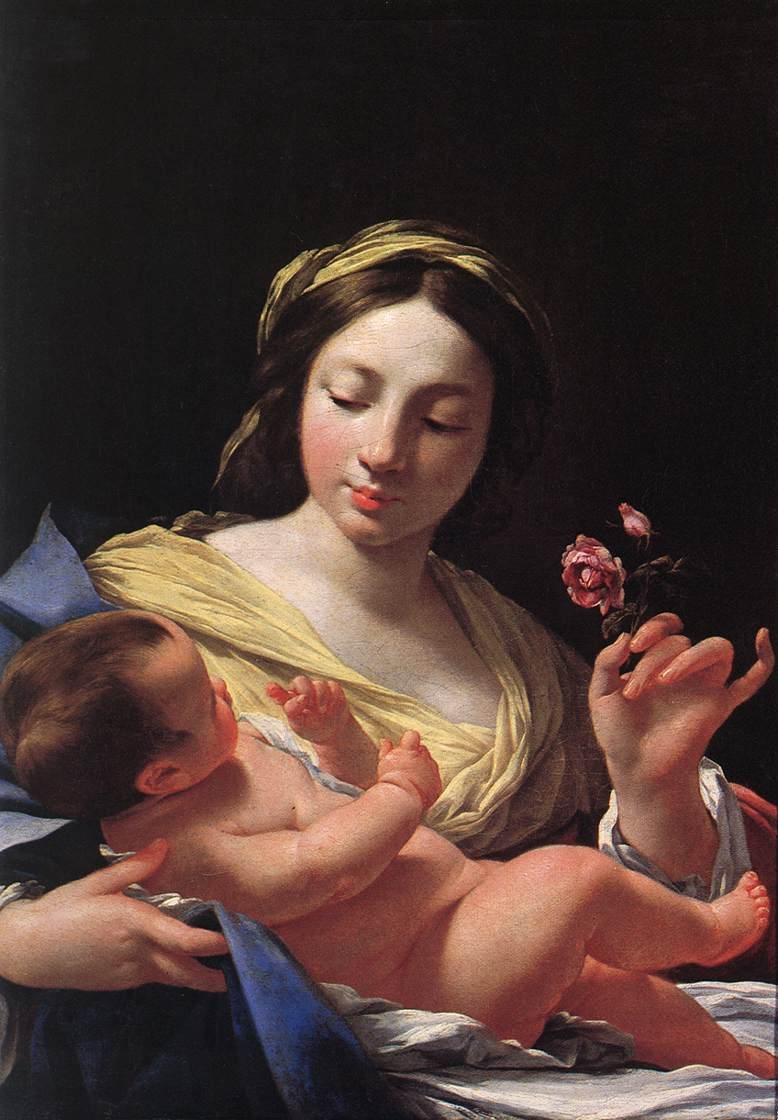
La Vierge à l'Enfant à la rose Simon Vouet

### Vierge au Chardonneret
Thème de la Vierge au Chardonneret

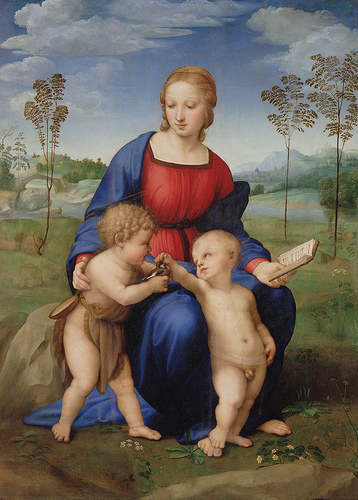
Madonna del Cardellino Raphaël

### Vierge à l'Enfant et la Sainte Maison
Le thème de la Vierge de Lorette ou Notre-Dame de Lorette est le nom sous lequel la Vierge à l'Enfant est vénérée par les chrétiens lorsqu’elle est associée à la Sainte Maison (couramment nommée La Santa Casa en italien), maison dans laquelle le verbe s'est fait chair et dans laquelle le Christ a grandi. Ce thème a donné lieu à plusieurs centaines d'œuvres : voir la liste d'œuvres représentant la Madone de Lorette.

## Sculpture

### Céramique vernissée ou émailléeTerracotta invetriata

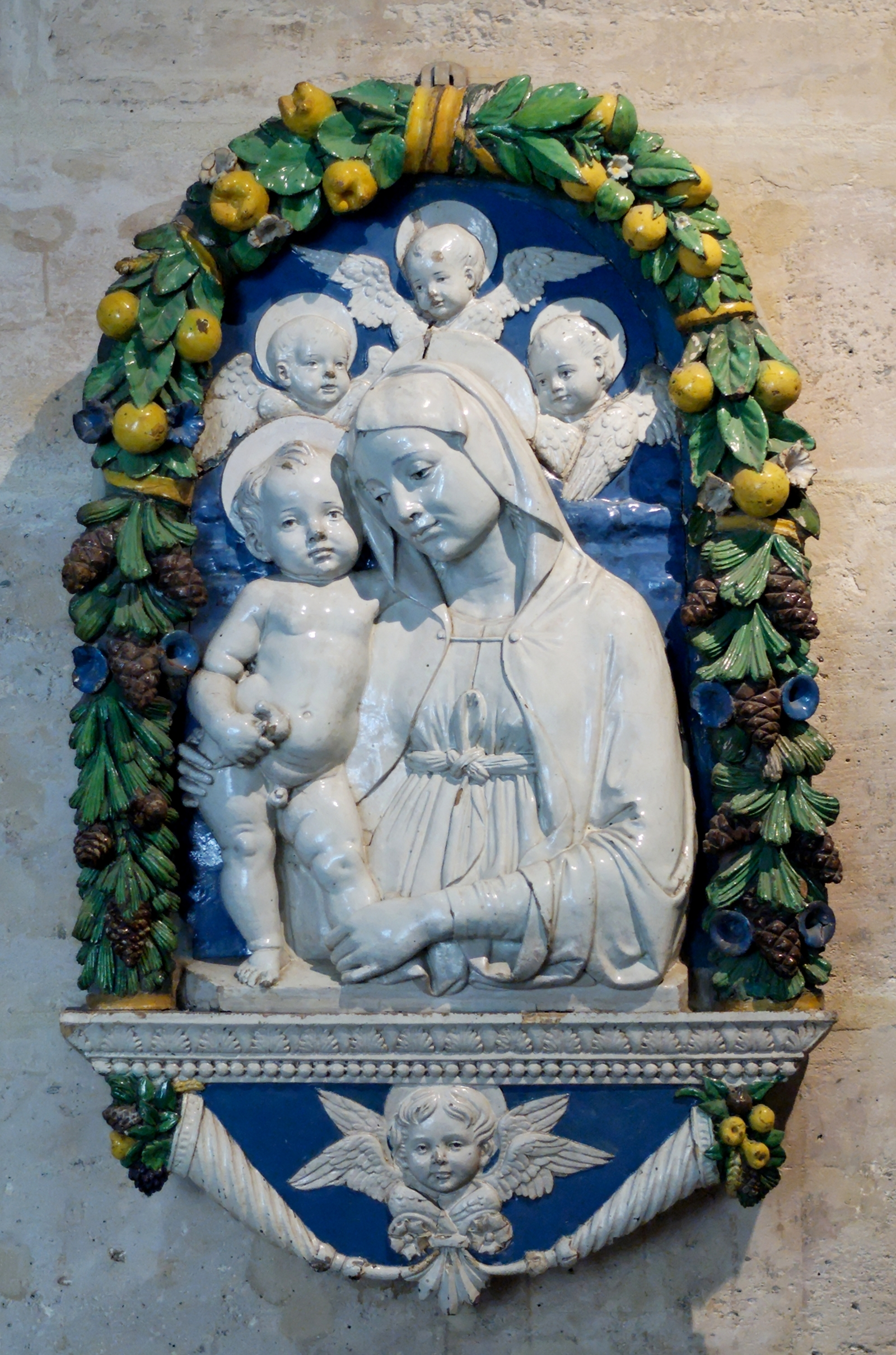
Vierge à l'Enfant accompagnée de trois chérubins en terracotta invetriata, d'Andrea della Robbia, musée du Louvre, Paris.
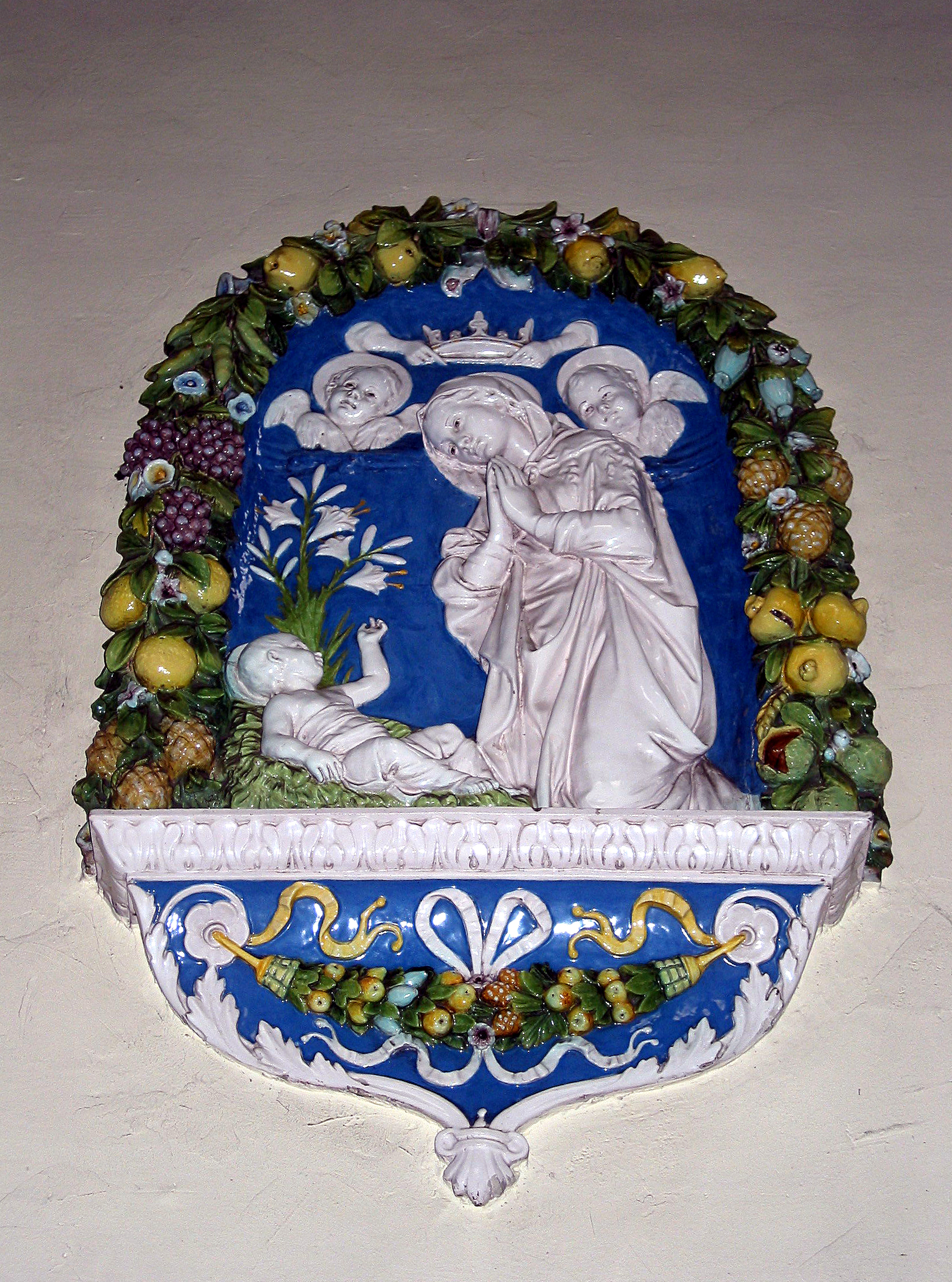
Vierge à l'Enfant et aux chérubins en terracotta invetriata à Havré (Belgique)

### Vierges de gloire

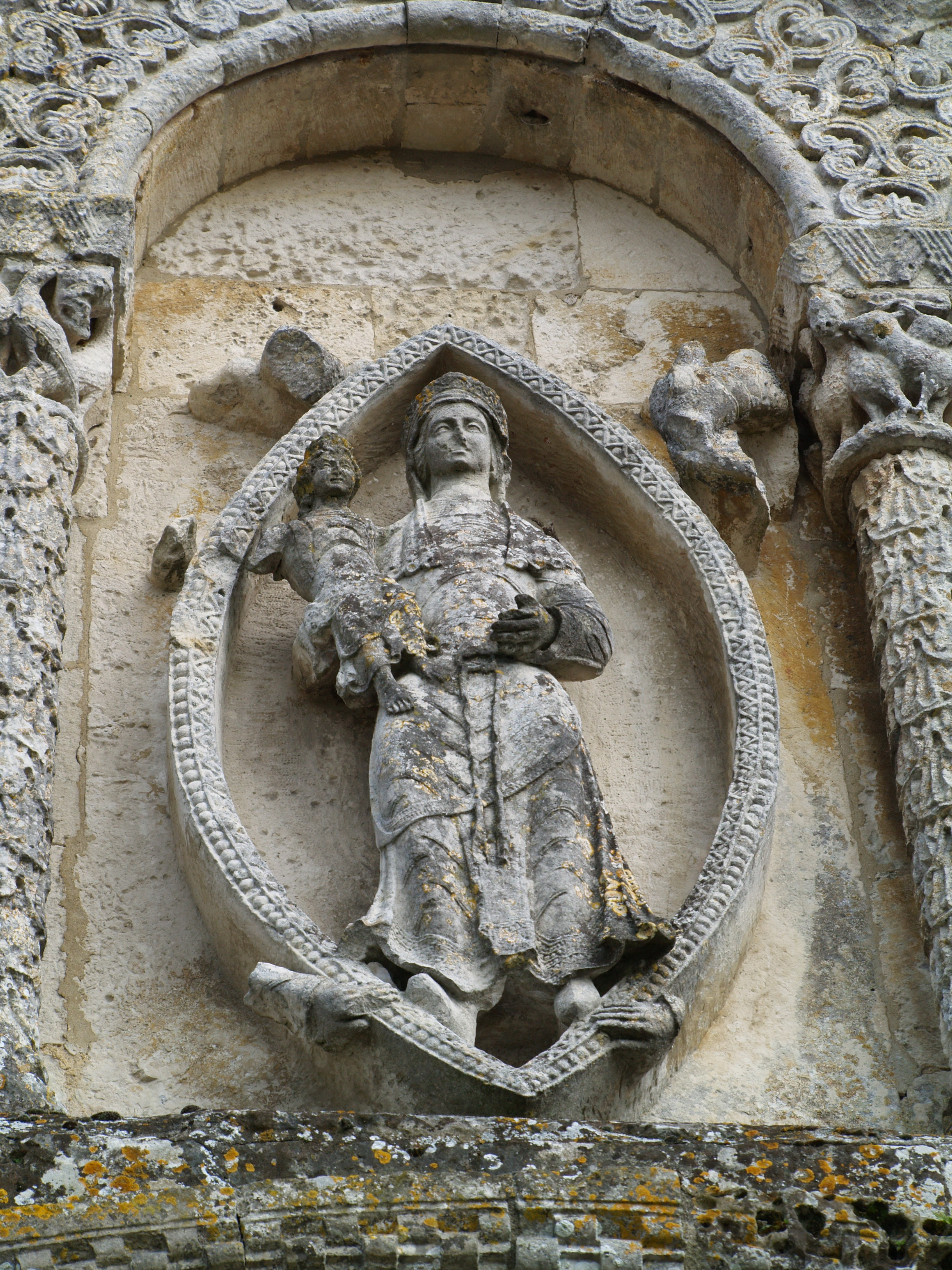
Vierge à l'Enfant dans une mandorle, XIIe siècle, église Notre-Dame de Rioux

### Siège de la sagesse ouSedes sapientæ

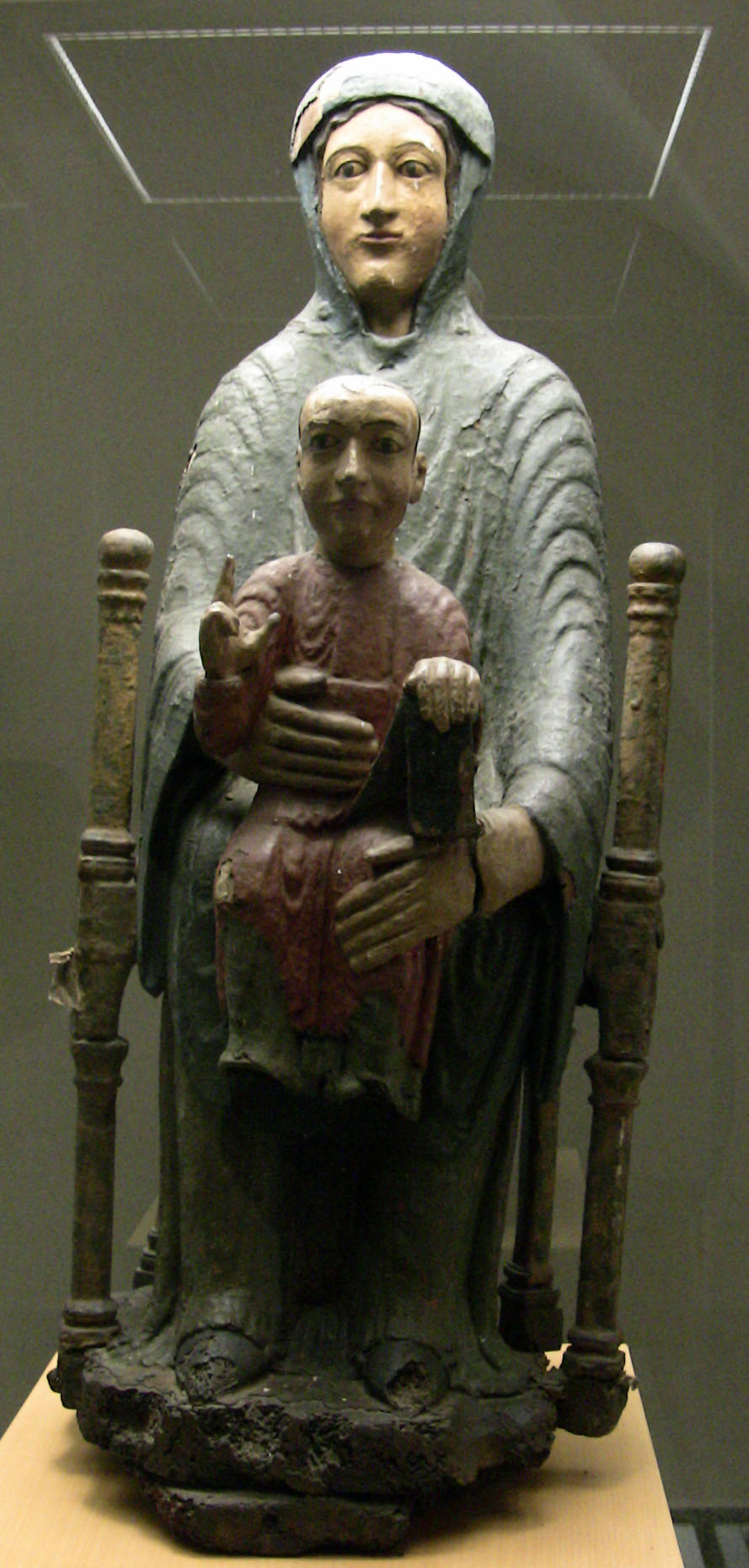
Notre Dame d'Usson, groupe en bois sculpté polychrome, XIIe siècle, Clermont-Ferrand, Musée d'art Roger-Quilliot

### Vierges couronnées

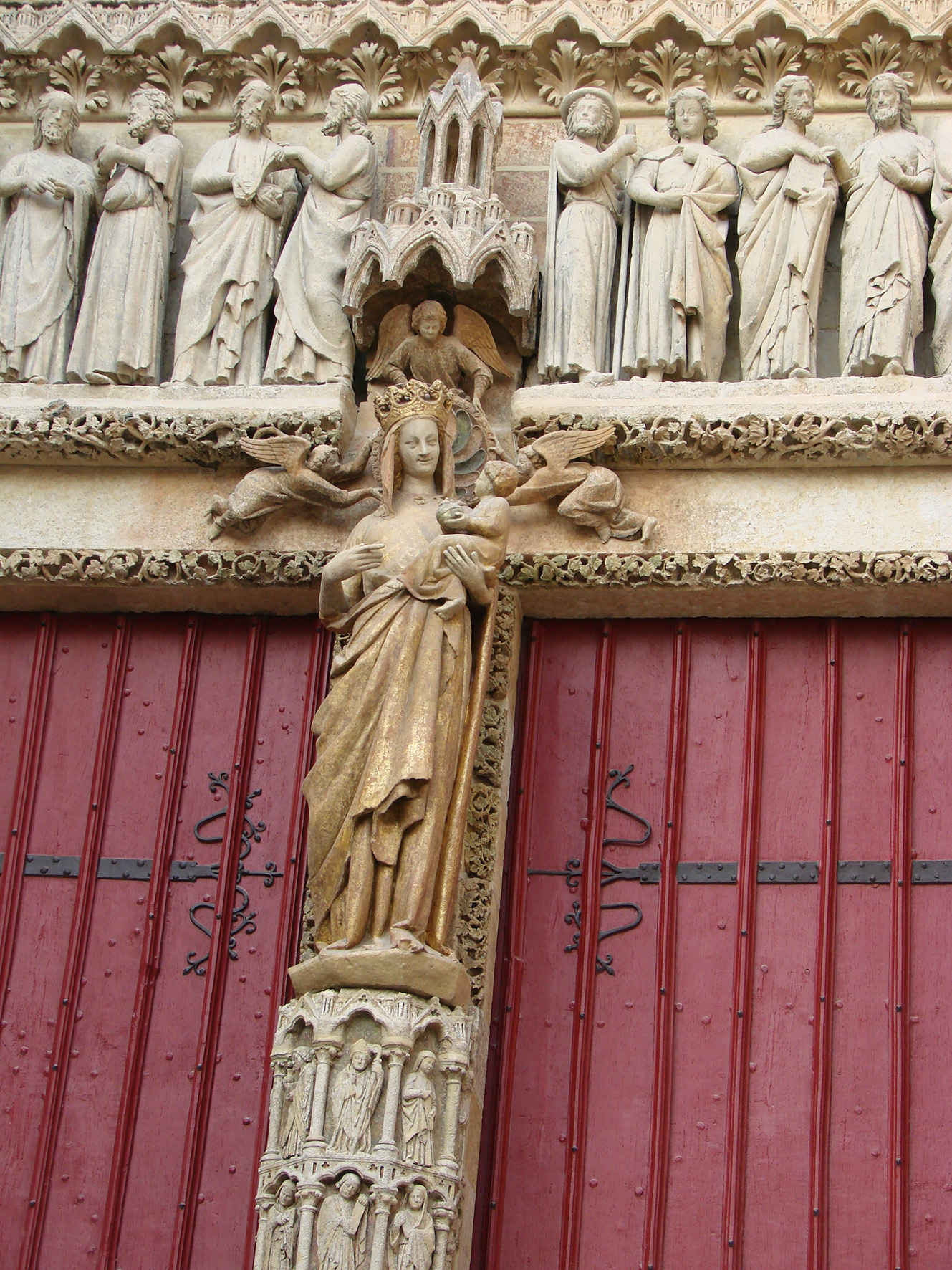
La Vierge dorée du portail sur de la Cathédrale Notre-Dame d'Amiens
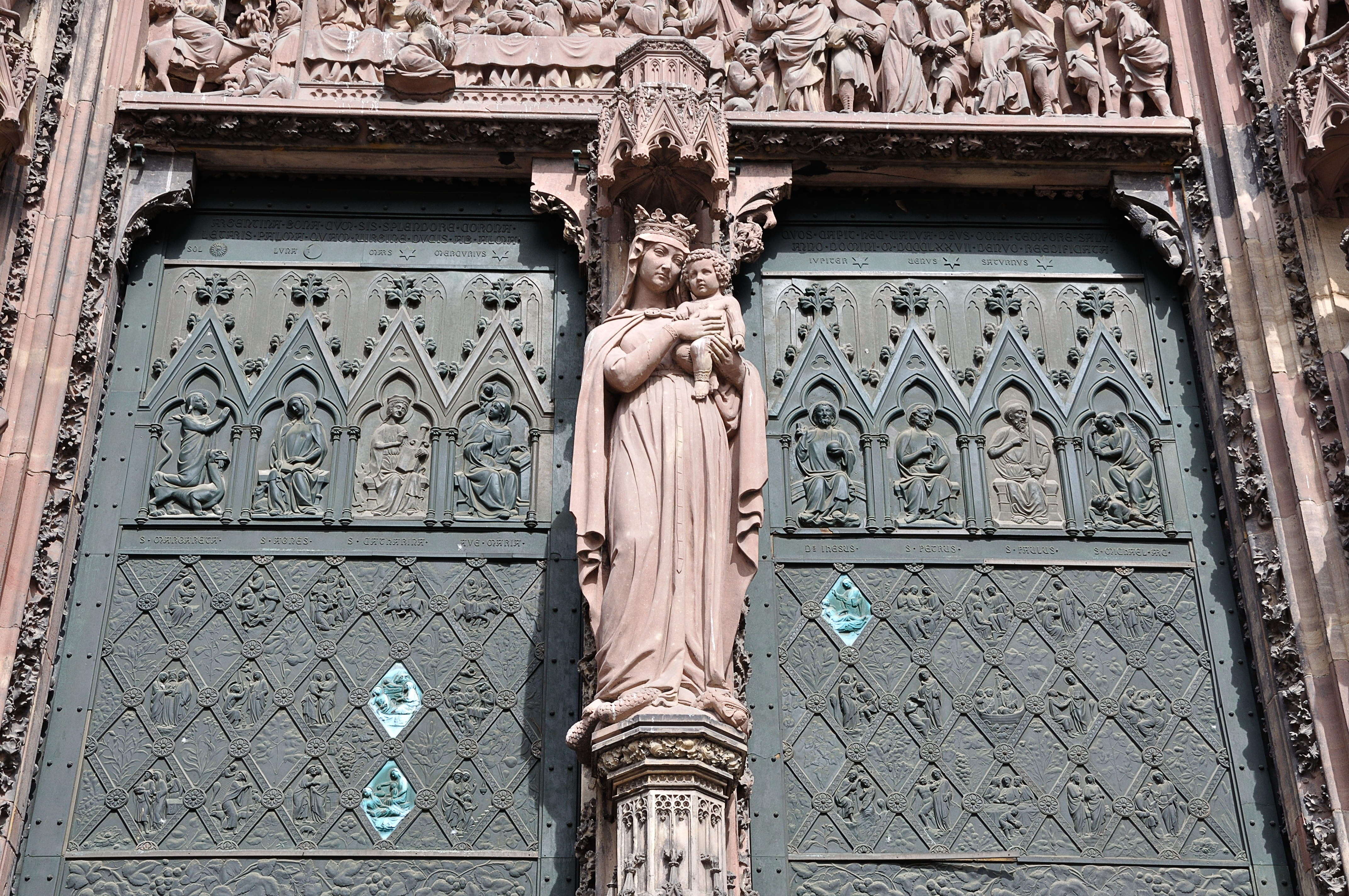
Statue de la Vierge à l'Enfant, cathédrale de Strasbourg
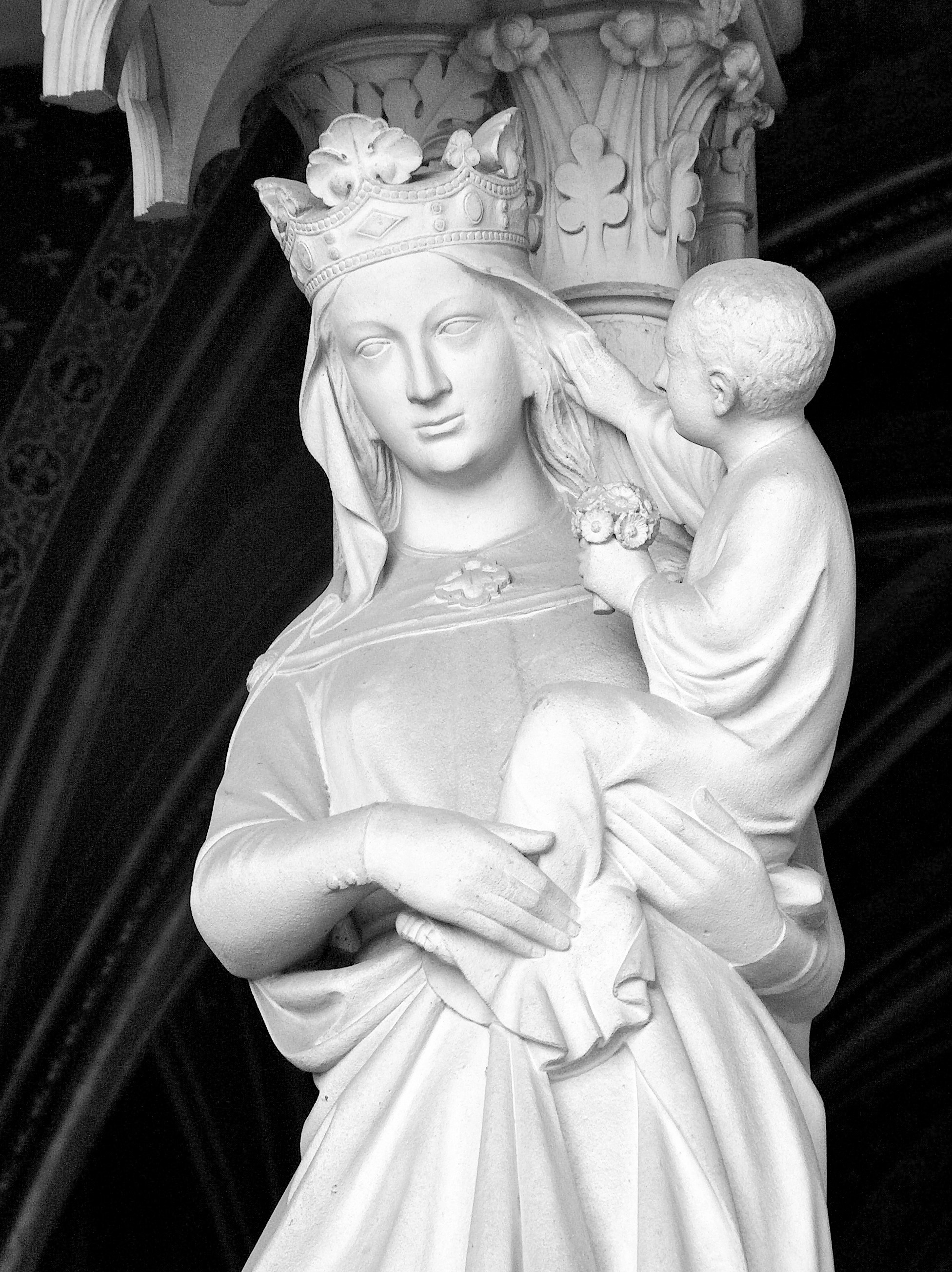
Vierge à l'Enfant du trumeau du portail inférieur de la Sainte-Chapelle
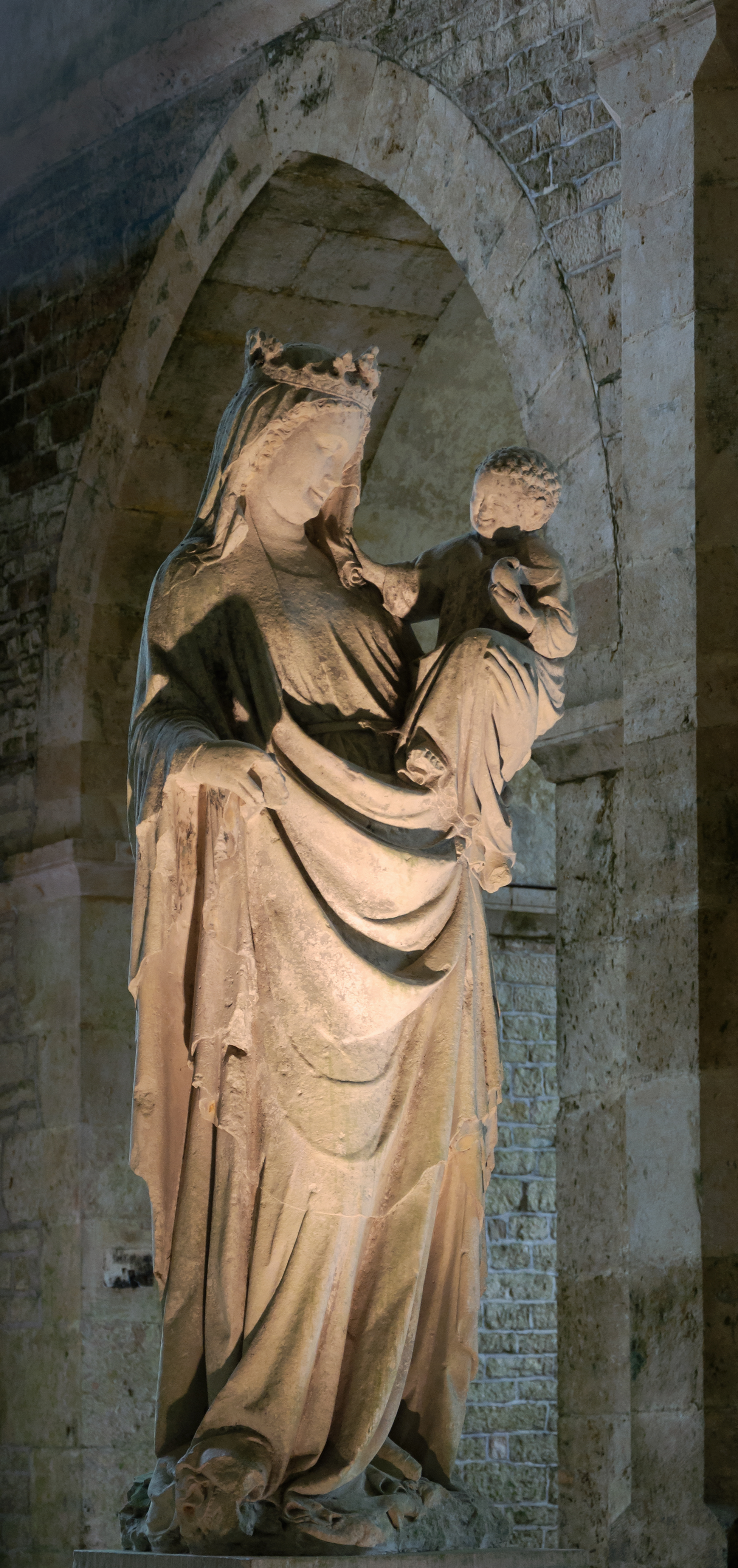
Vierge à l'Enfant, statue  du XIIIe siècle, abbaye de Fontenay
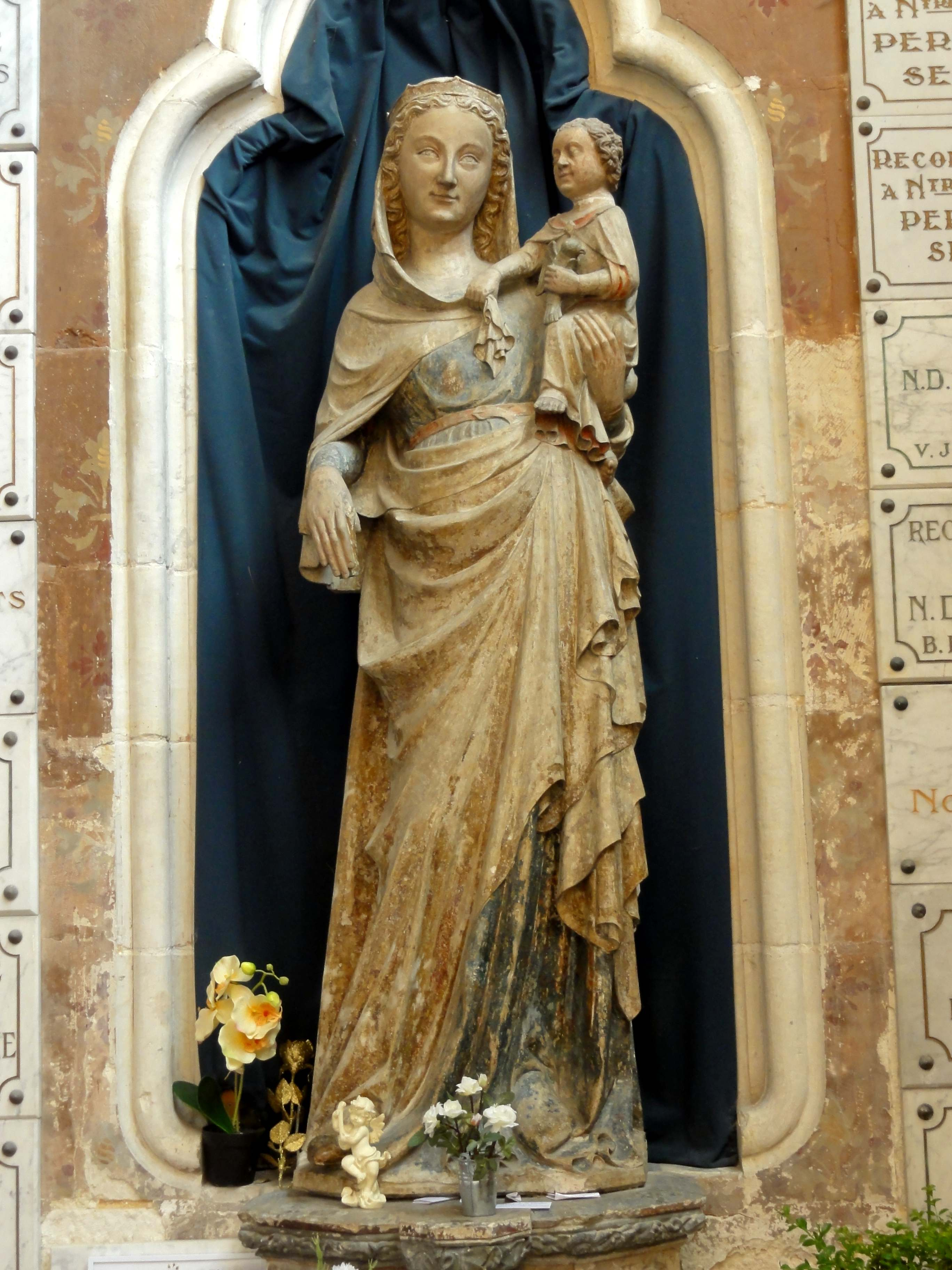
Vierge à l'enfant, statue du XIVe siècle, basilique de Saint-Quentin
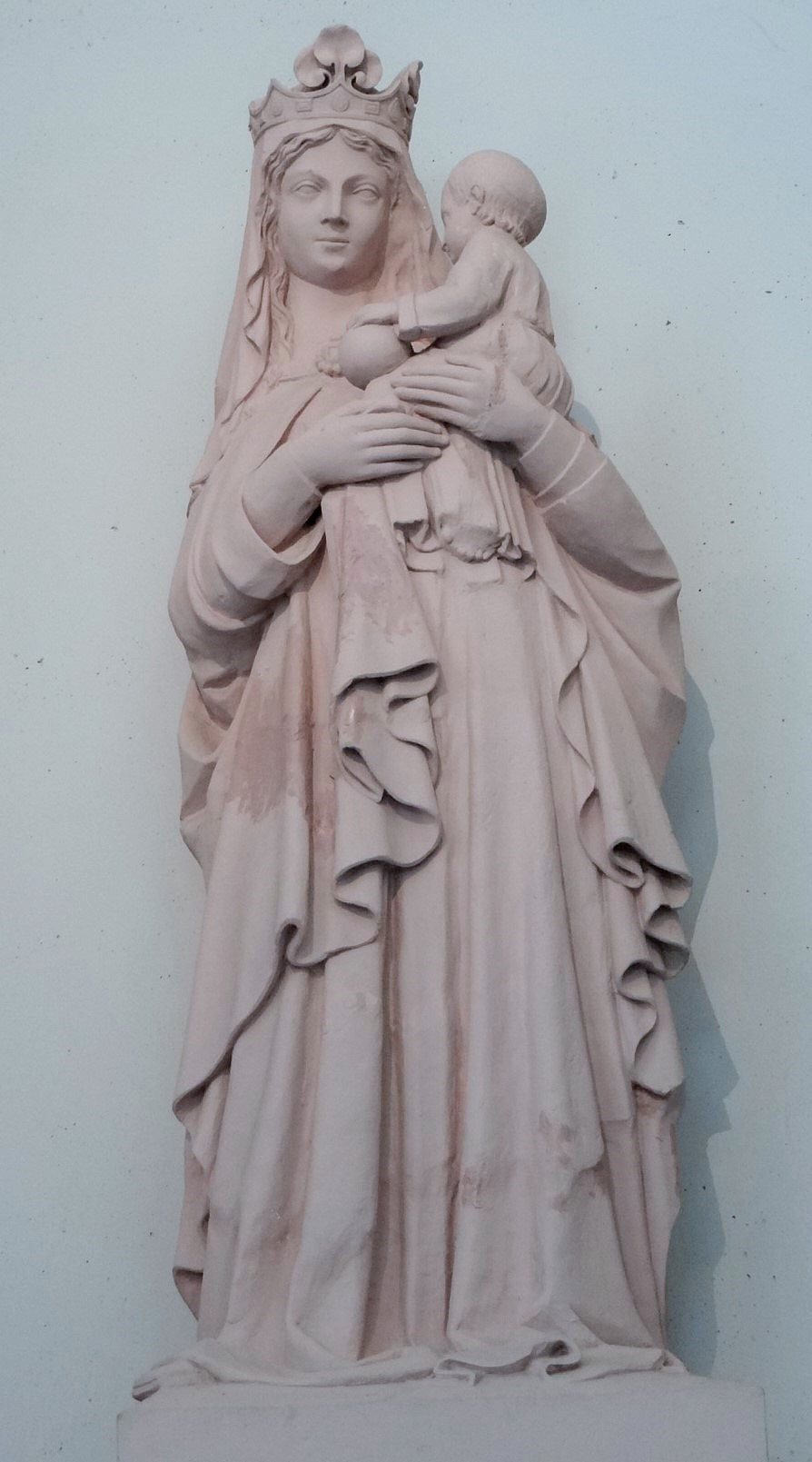
Vierge à l'Enfant, narthex de l'abbaye Sainte-Marie de la Pierre-qui-Vire
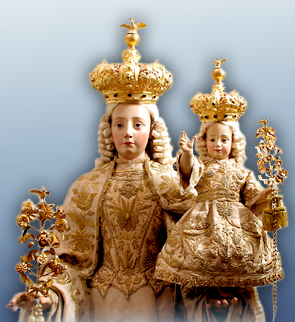
Sculpture de la Madonna del Rosario (Vierge du Rosaire) de Giacomo Colombo
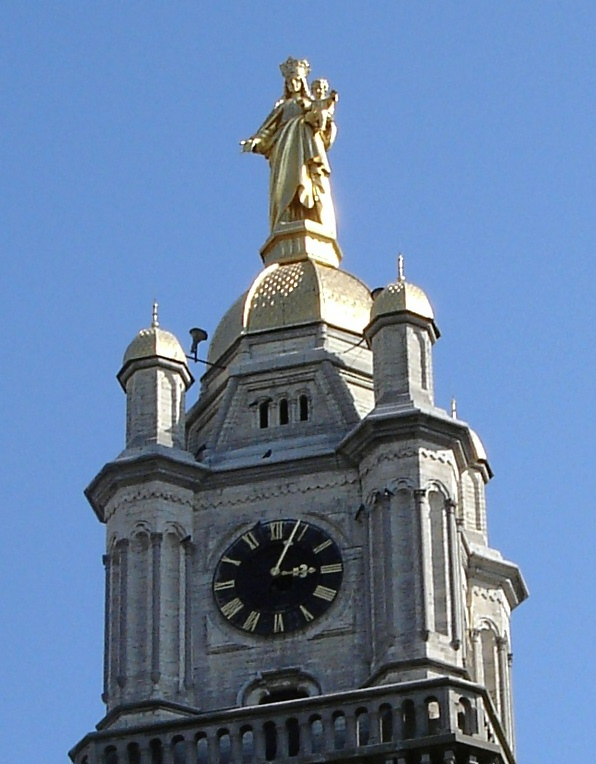
Onze-Lieve-Vrouwekerk (Sint-Niklaas), vierge couronnée et dorée, 6 mètres
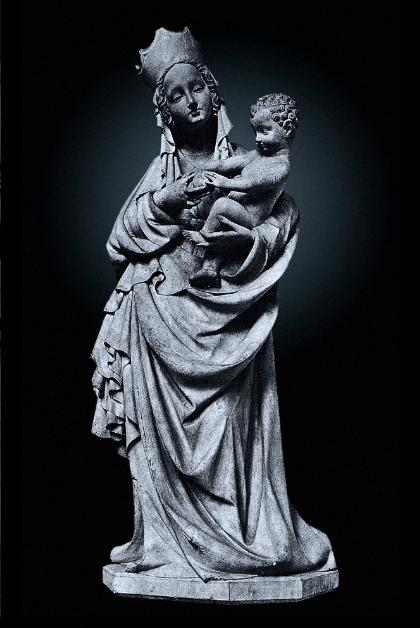
Belle Madone de Toruń (Pologne)

### Vierge et l'Enfant

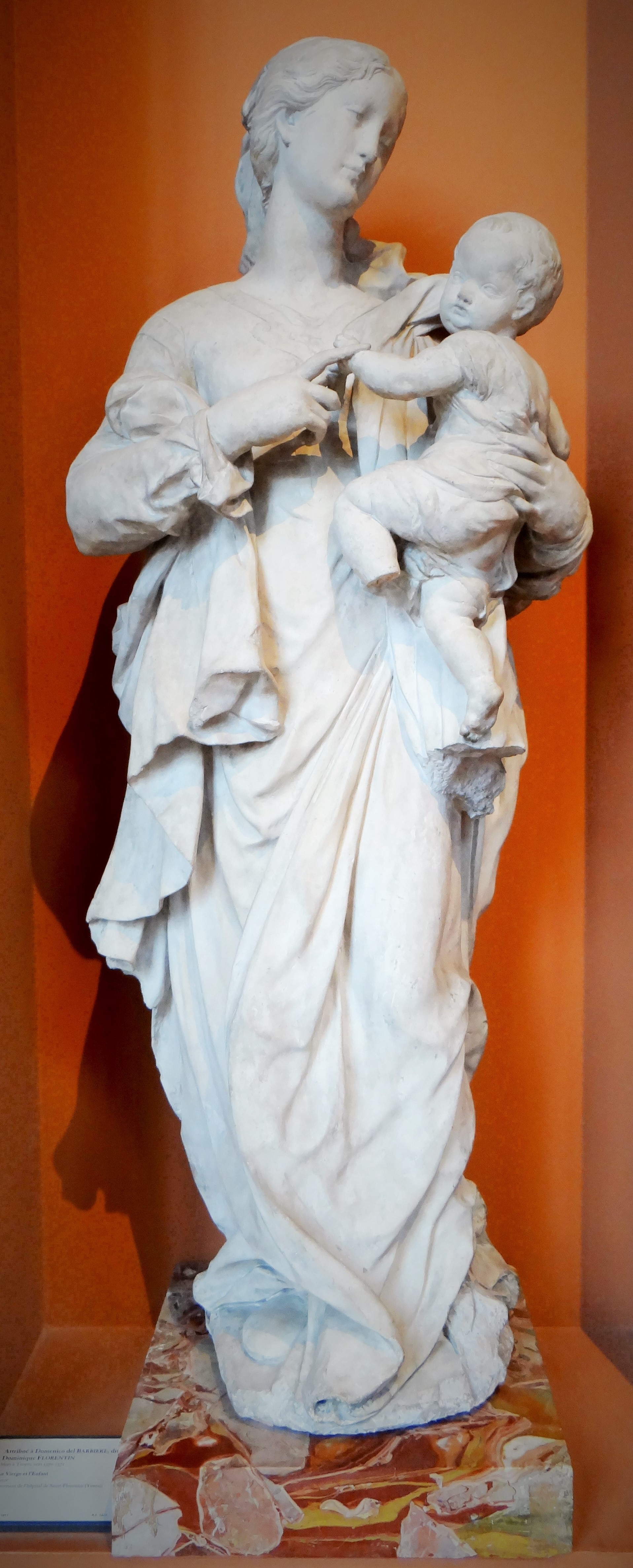
La Vierge et l'Enfant, statue du XVIe siècle, Domenico del Barbieri, Musée du Louvre.
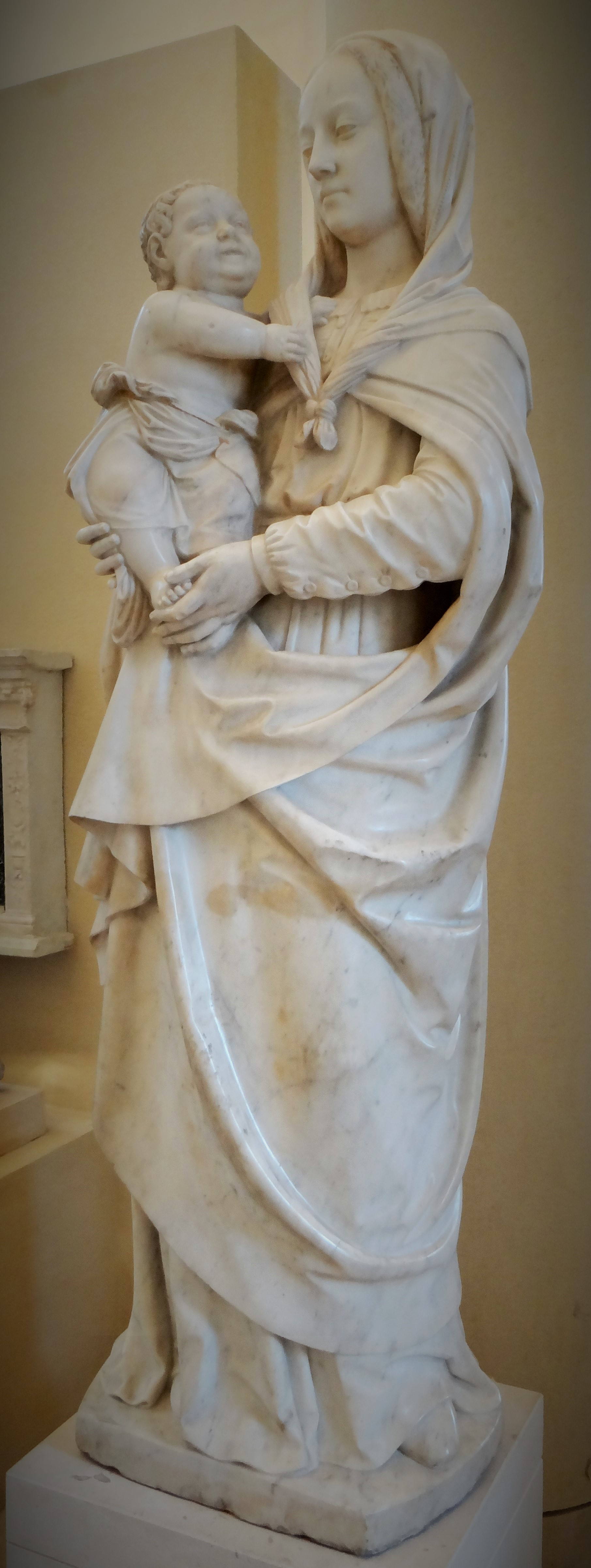
La Vierge et l'Enfant, statue du XVIe siècle, Musée du Louvre.
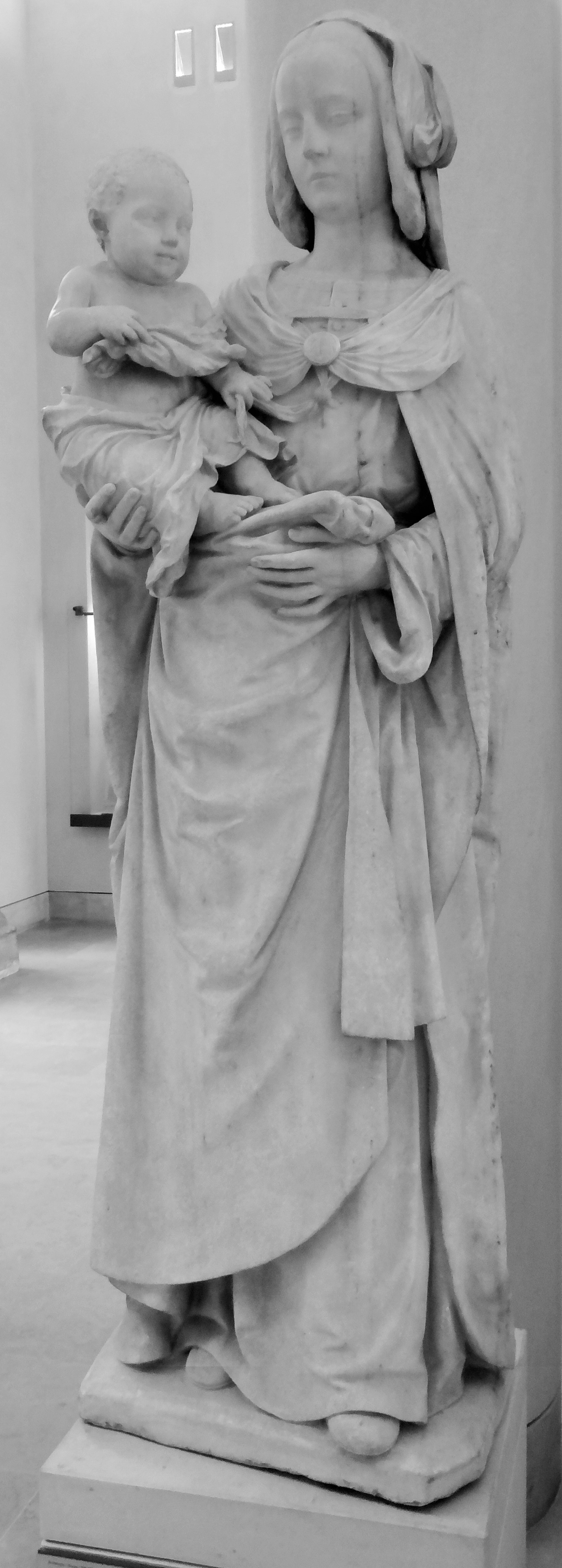
La Vierge et l'Enfant, statue du XVIe siècle, Musée du Louvre.
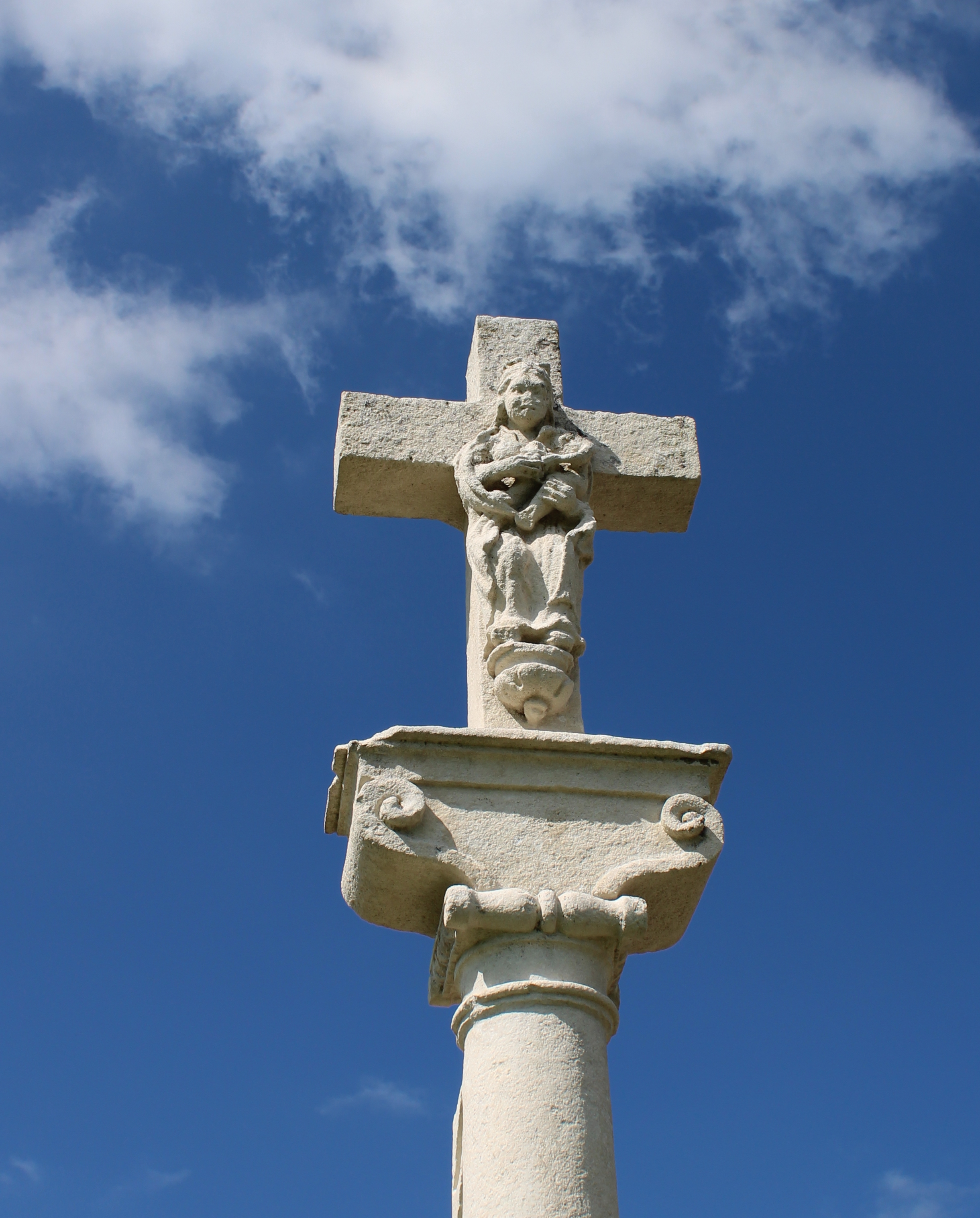
Sculpture da la Vierge à l'enfant dégradée, datée de 1619 sur une croix de carrefour à Pargny-sous-Mureau, Vosges.

## Photojournalisme
Le thème de la Madone fait partie des processus d'emblématisation ou d'iconisation de certaines
images de presse qui montrent la douleur d'un personnage féminin (veuve, mère ou fille) ayant perdu des proches sans que ces derniers soient forcément représentés, s'inscrivant ainsi dans la tradition iconographique chrétienne. Ces photographies de presse qui s'apparentent plutôt à l'antique figure de la pleureuse, contribuent à l'esthétisation de la catastrophe en représentant les effets des guerres ou des cataclysmes qui véhiculent des fonctions cathartique (pour apaiser la douleur), morale et épistémique : « La Madone » de Hocine Zaourar appelée aussi « La Madone de Bentalha », « La Madone algérienne » ou « La Madone en enfer » (1997), ; « La Madone au niqab » de Samuel Aranda (2011) ; « La Madone du tsunami » ou « La Madone des décombres » de Yomiuri Shimbun (2011).

## Galerie

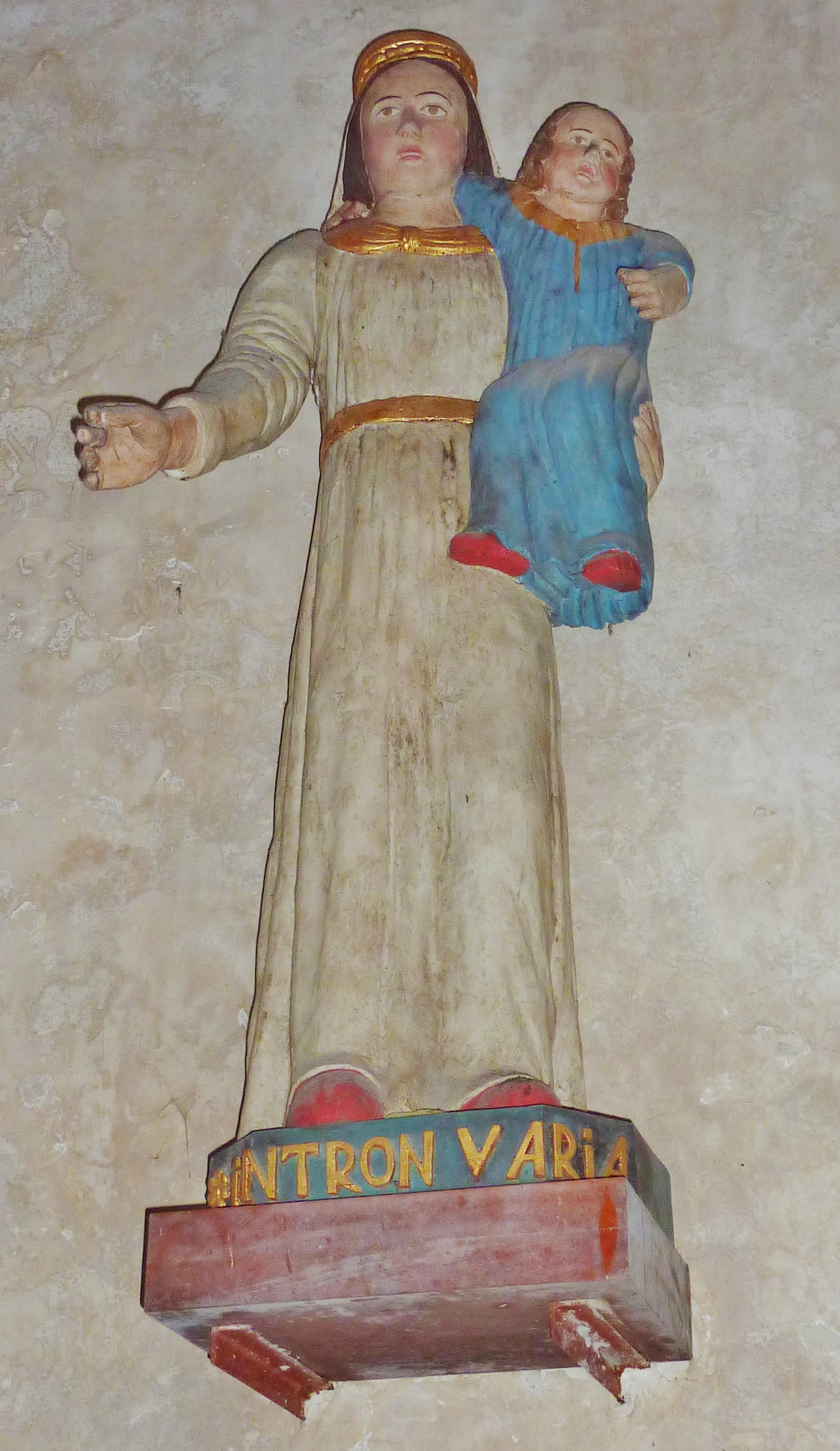
Fouesnant : église Saint-Pierre-et-Saint-Paul
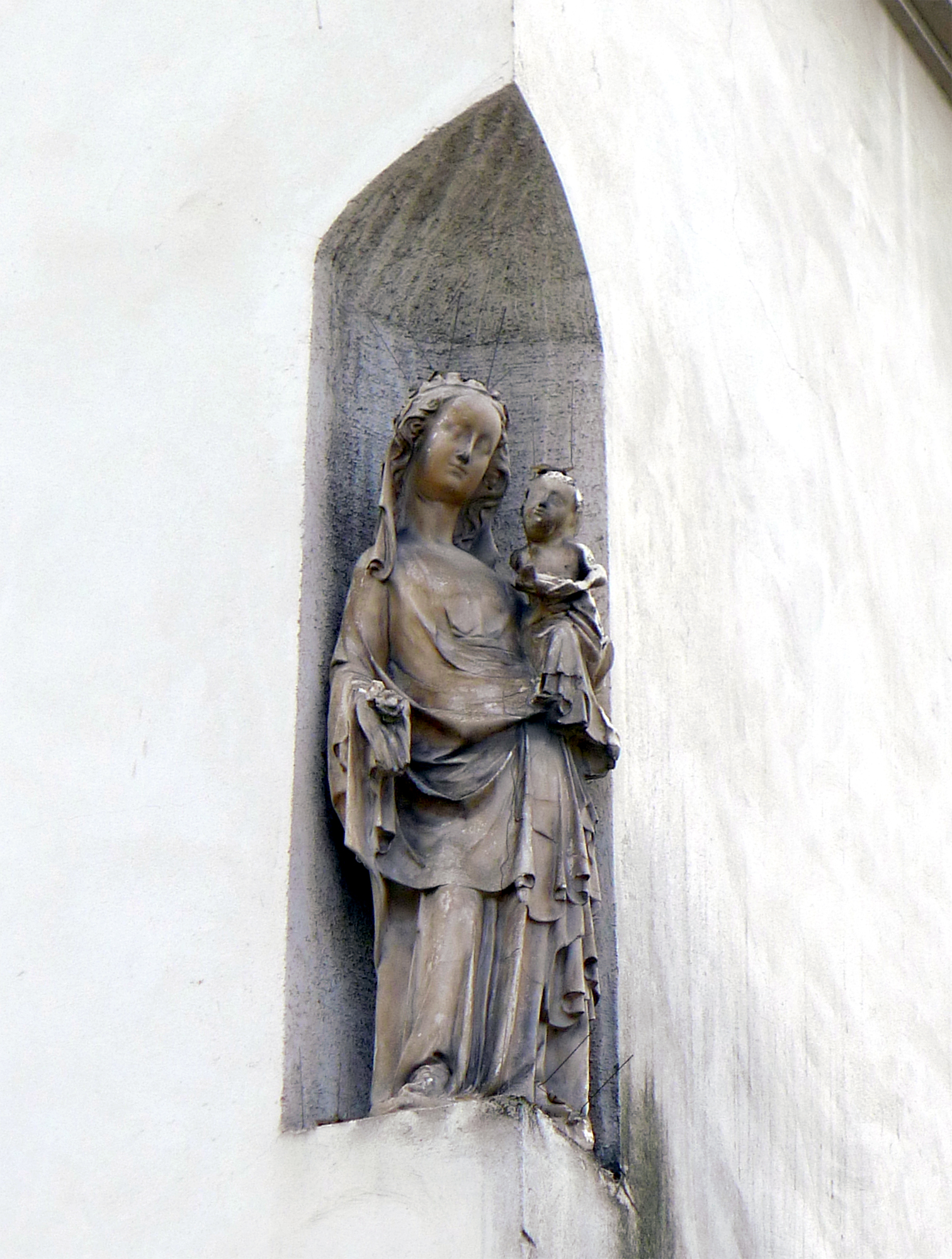
Angle rue de Sèvres, Paris.
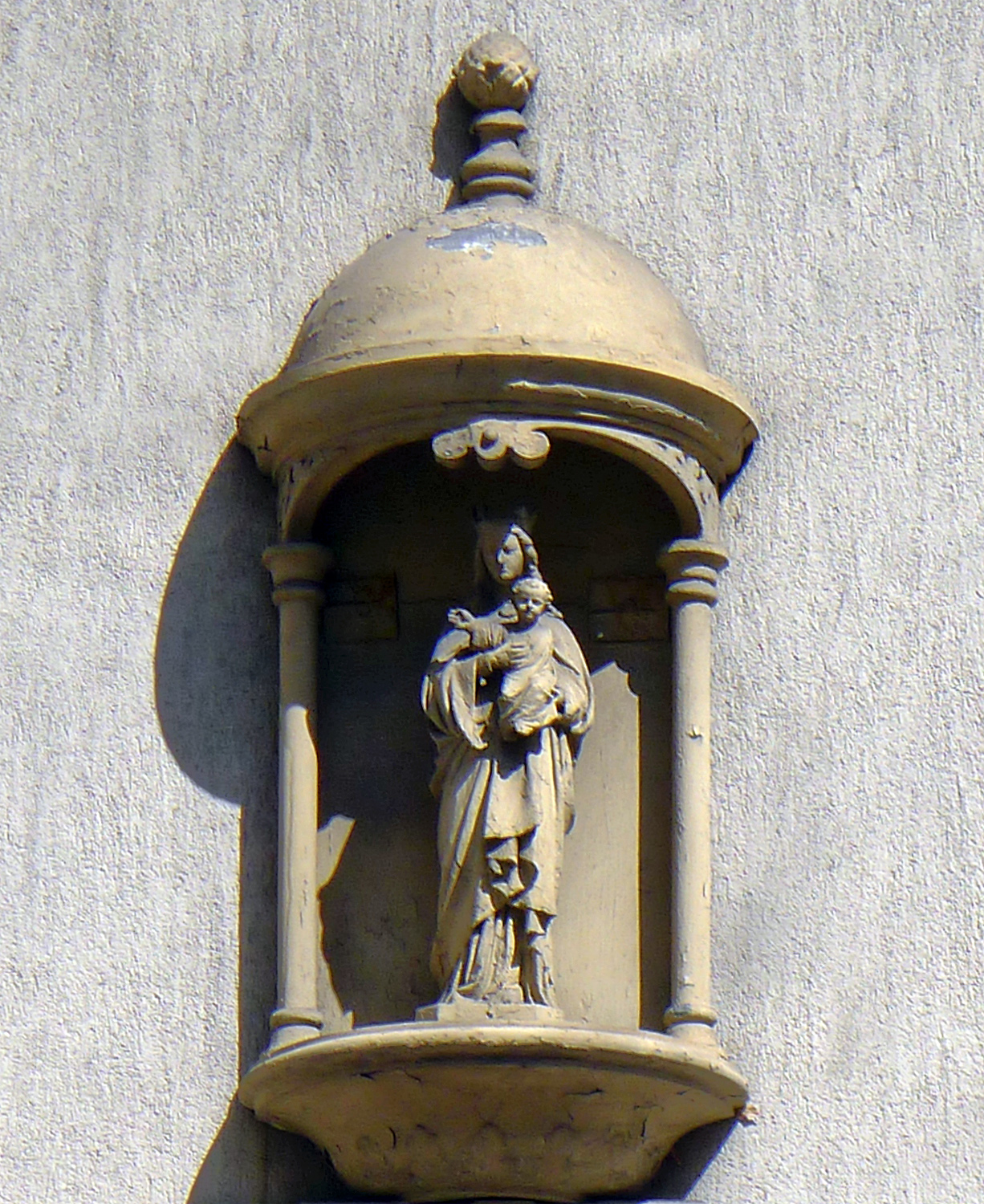
Place de la Fontaine-Timbaud, Paris.
Blason de la ville de Rouffach (Haut-Rhin)
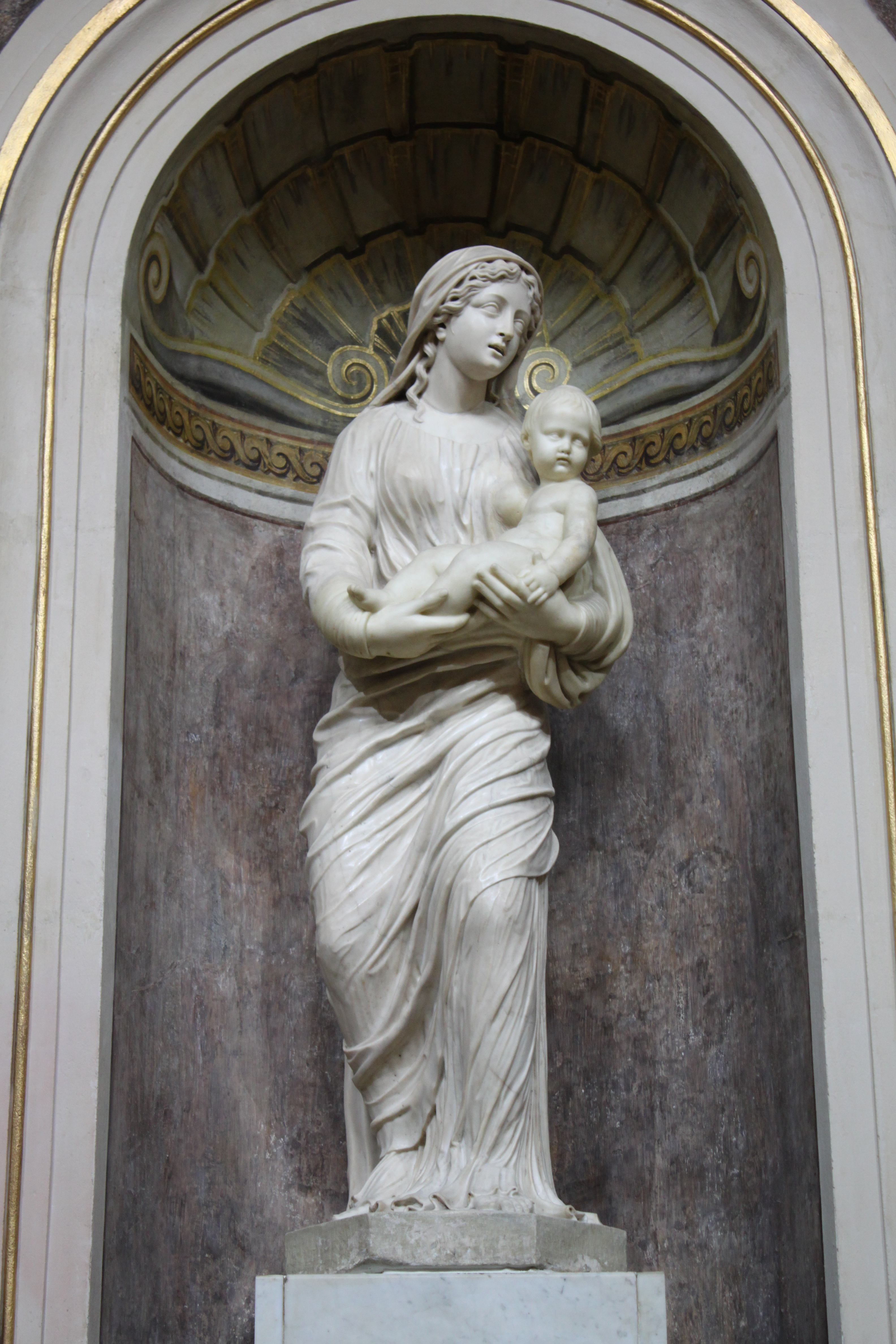
Vierge à l'enfant de Jacques Mimerel (v. 1659)
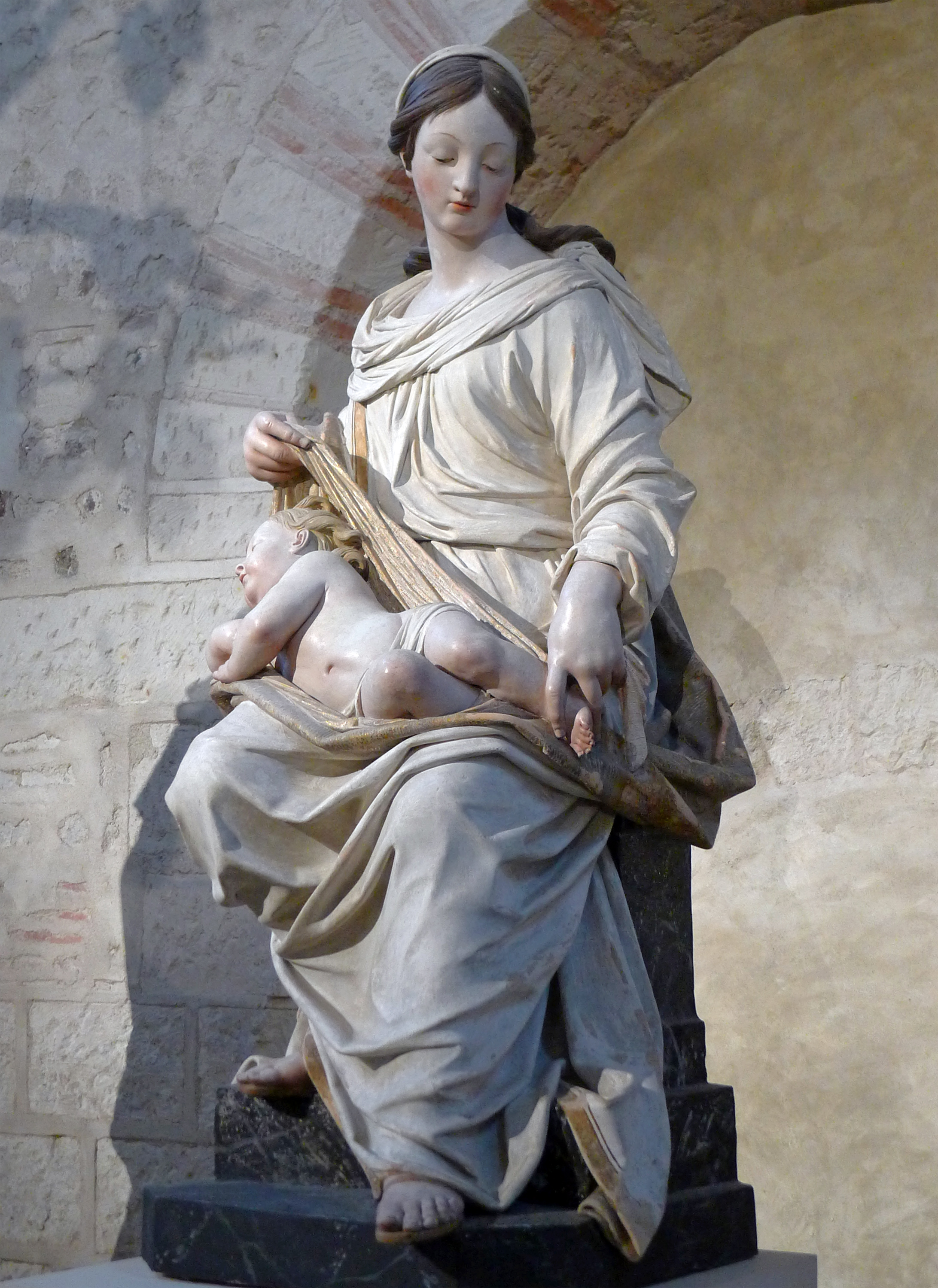
Vierge à l'enfant dite de Nozé de Pierre Biardeau.